# Tokyo

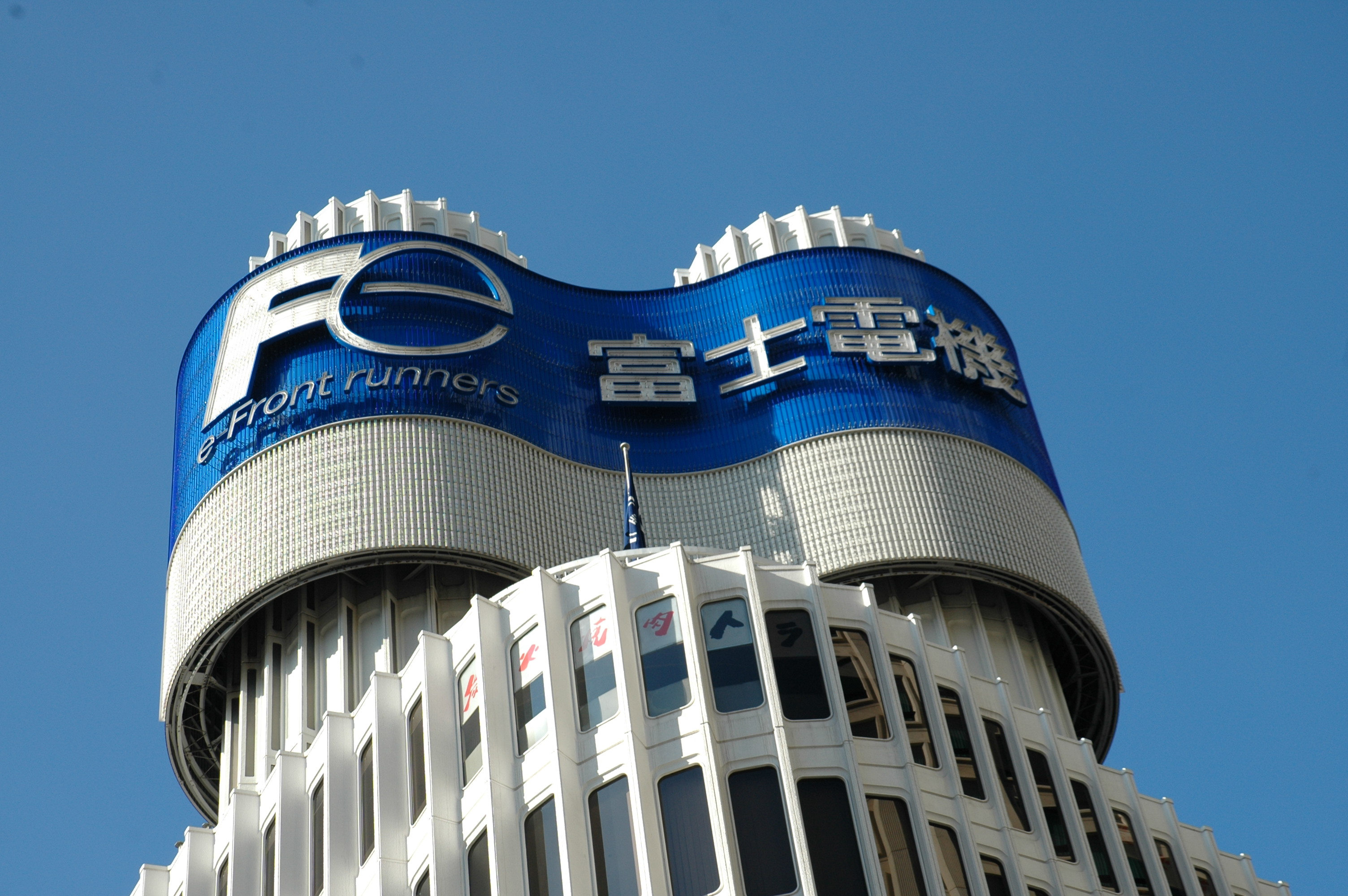
1-5-2 Yurakucho, Tokyo

Tokyo (AFI: /ˈtɔkjo/; 東京?, Tōkyō [toːkjoː], lett. "capitale orientale"), oppure Tokio, è la capitale del Giappone, situata nella regione di Kantō sul lato sud-orientale dell'isola principale giapponese, Honshū. Ospita, nel quartiere di Chiyoda, la sede del parlamento nazionale e del governo nazionale, e il palazzo imperiale di Tokyo, mentre la sede del governo metropolitano è nel quartiere di Shinjuku.
In origine era un piccolo villaggio di pescatori il cui nome era Edo (江戸), che divenne un importante centro politico del Giappone quando lo shōgun Tokugawa Ieyasu fece della città il suo quartier generale nel 1603. Quando l'imperatore Meiji trasferì la sede imperiale nella città di Edo nel 1868 venne ribattezzata con il nome di Tokyo, il cui significato è "capitale orientale" perché più a est rispetto alla precedente capitale, la città di Kyōto.
Nonostante sia popolarmente ed erroneamente nota come "città", e sebbene la zona urbana vera e propria, composta da 23 municipi distinti, abbia 13 857 443 abitanti, che la renderebbero l'undicesima città del mondo per abitanti, secondo l'ordinamento amministrativo giapponese Tokyo non è una città bensì una metropoli (都?, to): l'odierna area metropolitana di Tokyo (東京都?, Tōkyō-to) è frutto della fusione, avvenuta nel 1943, fra la prefettura di Tokyo (東京府?, Tōkyō-fu) e il suo capoluogo, l'ex città di Tokyo (東京市?, Tōkyō-shi). A seguito di tale fusione i due enti sono stati soppressi e con il nome Tokyo si indica oggi una delle quarantasette prefetture del Giappone, in quanto si tratta in realtà di un'ampia area su cui si trovano svariate città indipendenti fusesi insieme in un'unica conurbazione.
L'area più popolata, quella che si affaccia a est sulla baia di Tokyo, è di forma grossomodo tondeggiante, corrisponde a quella dell'estinta città ed è stata divisa in 23 quartieri speciali (特別区?, tokubetsu ku), in origine centri abitati distinti fra loro e oggi fusisi insieme, ma amministrativamente indipendenti. La lunga parte a ovest, chiamata area di Tama (多摩地域?, Tamajiki), è suddivisa in ventisei città (市?, shi) e un distretto comprendente tre cittadine (町?, chō) e un villaggio (村?, mura). Fanno inoltre parte della divisione amministrativa di Tokyo l'arcipelago delle Izu e le lontane isole Ogasawara, che si estendono nell'oceano Pacifico.
La Tokyo moderna è classificata come città alfa+ dalla Globalization and World Cities Research Network. Con una popolazione di quasi 14 milioni di persone, pari al 12% degli abitanti del Giappone, è la più popolosa e la più densamente abitata tra le prefetture del Paese, nonché la seconda capitale al mondo per popolazione dopo Pechino. L'espansione urbanistica del dopoguerra ha creato una megalopoli chiamata "Grande Area di Tokyo" e considerata il più popoloso agglomerato metropolitano del mondo con circa 40 milioni di abitanti; l'area si espande per circa 13500 km² e comprende anche buona parte delle vicine prefetture di Chiba, Kanagawa e Saitama.
A partire dal 2011, la prefettura di Tokyo ha ospitato 51 delle società Fortune Global 500, il numero più alto di qualsiasi altra località al mondo in quel momento. Tokyo si è classificata al sesto posto nel Global Financial Centres Index del 2019. Insieme a un'economia avanzata, Tokyo è spesso al primo posto fra i luoghi più costosi per gli espatriati.

## Geografia fisica

### Territorio

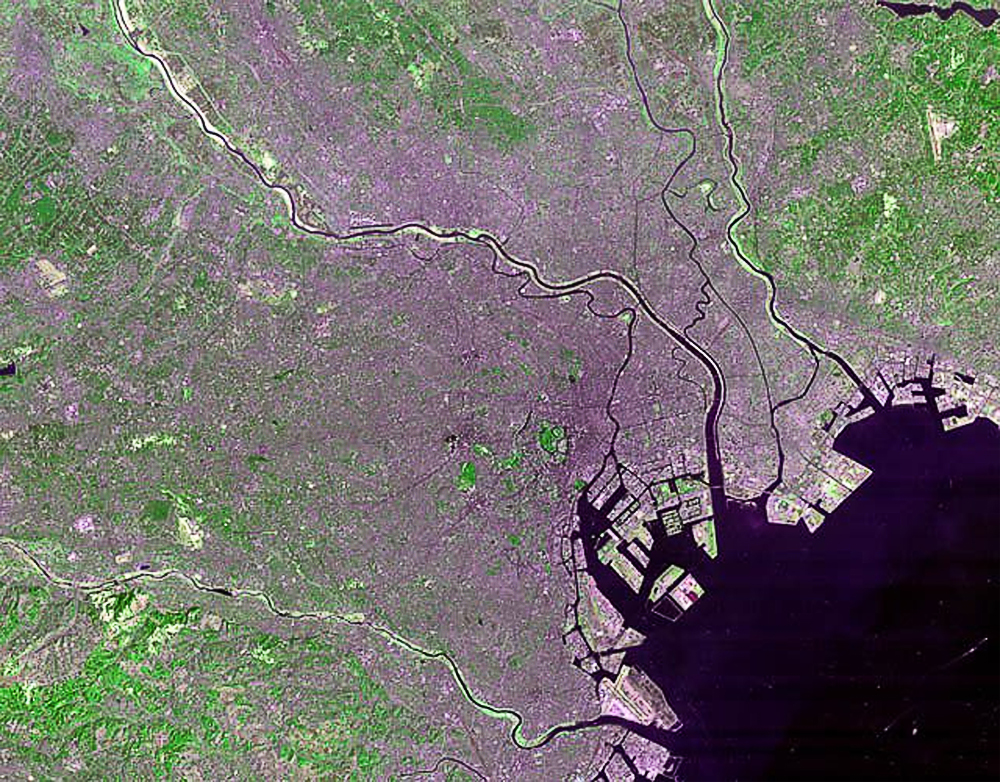
La città dal satellite: delle diverse chiazze verdi al centro la maggiore è quella del palazzo imperiale; a sud il fiume Tama separa Tokyo dalla prefettura di Kanagawa

Tokyo si trova alle coordinate geografiche 35°41′N 139°36′E, circa alla stessa latitudine di Los Angeles e Teheran, ed è la capitale più orientale dell'Asia. Confina con la baia di Tokyo e la prefettura di Chiba a est, di Yamanashi a ovest, di Kanagawa a sud e di Saitama a nord.
La capitale è situata nella regione del Kantō, sull'isola di Honshū. L'area dei quartieri speciali, la più popolata, si affaccia sulla baia di Tokyo, dove sfociano i tre fiumi che bagnano la capitale, ossia il Tama, l'Edo e il Sumida. L'agglomerato urbano ha continuato a espandersi sulla pianura di Kantō, la più estesa del Paese, arrivando a inglobare molte città e villaggi. La maggior parte dell'area metropolitana è composta da numerosi nuclei territoriali sviluppatosi di solito intorno a una stazione ferroviaria, che fanno di Tokyo un vastissimo assembramento di distretti urbani, ognuno avente un proprio centro. Si sono quindi sviluppati molteplici poli di intrattenimento e di attrazione sociale, culturale e commerciale.
Il lato a ovest dei quartieri speciali, l'area di Tama, è situata in un conoide di deiezione chiamato terrazzo di Musashino. Si tratta di un terrazzo fluviale che digrada dolcemente verso est. In questa zona, negli ultimi decenni, c'è stata una sensibile espansione di strutture dedicate all'istruzione universitaria, all'industria e alla ricerca, con il conseguente aumento della popolazione e della relativa edilizia residenziale.
La parte occidentale dell'area di Tama si innalza verso le montagne e comprende la cresta montuosa di Ishione, che si estende verso le catene dei monti Okuchichibu e Okutama. Nel punto in cui i tre rilievi si incontrano sorge il monte Kumotori, la cima più elevata di Tokyo con i suoi 2017 m, che demarca il confine con le prefetture di Saitama e di Yamanashi.
Questa zona, ricca di laghi, fiumi e aree verdi, gode di una minore concentrazione urbanistica e ciò ha portato il governo metropolitano a intraprendere nell'area diversi piani di sviluppo. L'impatto ambientale che tale sviluppo comporta ha sollevato diverse preoccupazioni e critiche. Il territorio comprende una parte dei parchi naturali di Chichibu Tama Kai e Fuji-Hakone-Izu e la totalità dei parchi di Meiji no Mori Takao, Akikawa Kyūryō, Hamura Kusabana Kyūryō, Sayama, Takao Jinba, Takiyama e Tama Kyūryō.
La zona insulare che ricade sotto la giurisdizione metropolitana è composta dagli arcipelaghi delle Izu e delle Ogasawara e da altre isole, che dalla baia di Tokyo si estendono nell'oceano Pacifico. L'isola più lontana, Minami Torishima, dista circa 1850 km da Tokyo.

### Clima
Tokyo gode di un clima temperato, con un'umidità relativa del 63%. Circa il 45% dei giorni dell'anno sono piovosi, un 40% nuvolosi, il 10% giornate serene e nel resto dei giorni nevica. La temperatura media invernale è di 5 °C e in estate 27 °C. La temperatura media annuale è di 14,7 °C. Le precipitazioni avvengono solitamente sotto forma di pioggia e raggiungono i 1520 mm all'anno. La piovosità massima è stata registrata in un solo giorno nel 2003, con 171 mm. La media di ore soleggiate ogni anno è di 1 894.
| Tokyo                      | Mesi | Mesi | Mesi  | Mesi  | Mesi  | Mesi  | Mesi  | Mesi  | Mesi  | Mesi  | Mesi | Mesi | Stagioni | Stagioni | Stagioni | Stagioni | Anno    |
| Tokyo                      | Gen  | Feb  | Mar   | Apr   | Mag   | Giu   | Lug   | Ago   | Set   | Ott   | Nov  | Dic  | Inv      | Pri      | Est      | Aut      | Anno    |
| -------------------------- | ---- | ---- | ----- | ----- | ----- | ----- | ----- | ----- | ----- | ----- | ---- | ---- | -------- | -------- | -------- | -------- | ------- |
| T. max. media (°C)         | 9,6  | 10,4 | 13,6  | 19,0  | 22,9  | 25,5  | 29,2  | 30,8  | 26,9  | 21,5  | 16,3 | 11,9 | 10,6     | 18,5     | 28,5     | 21,6     | 19,8    |
| T. media (°C)              | 5,2  | 5,7  | 8,7   | 13,9  | 18,2  | 21,4  | 25,0  | 26,4  | 22,8  | 17,5  | 12,1 | 7,6  | 6,2      | 13,6     | 24,3     | 17,5     | 15,4    |
| T. min. media (°C)         | 0,9  | 1,7  | 4,4   | 9,4   | 14,0  | 18,0  | 21,8  | 23,0  | 19,7  | 14,2  | 8,3  | 3,5  | 2,0      | 9,3      | 20,9     | 14,1     | 11,6    |
| Precipitazioni (mm)        | 52,3 | 56,1 | 117,5 | 124,5 | 137,8 | 167,7 | 153,5 | 168,2 | 209,9 | 197,8 | 92,5 | 51,0 | 159,4    | 379,8    | 489,4    | 500,2    | 1 528,8 |
| Giorni di pioggia          | 5    | 6    | 11    | 11    | 11    | 13    | 12    | 9     | 12    | 11    | 8    | 5    | 16       | 33       | 34       | 31       | 114     |
| Nevicate (cm)              | 5    | 5    | 1     | 0     | 0     | 0     | 0     | 0     | 0     | 0     | 0    | 0    | 10       | 1        | 0        | 0        | 11      |
| Giorni di neve             | 2,8  | 3,7  | 2,2   | 0,2   | 0,0   | 0,0   | 0,0   | 0,0   | 0,0   | 0,0   | 0,0  | 0,8  | 7,3      | 2,4      | 0,0      | 0,0      | 9,7     |
| Umidità relativa media (%) | 52   | 53   | 56    | 62    | 69    | 75    | 77    | 73    | 75    | 68    | 65   | 56   | 53,7     | 62,3     | 75       | 69,3     | 65,1    |

## Storia

### La fondazione di Edo

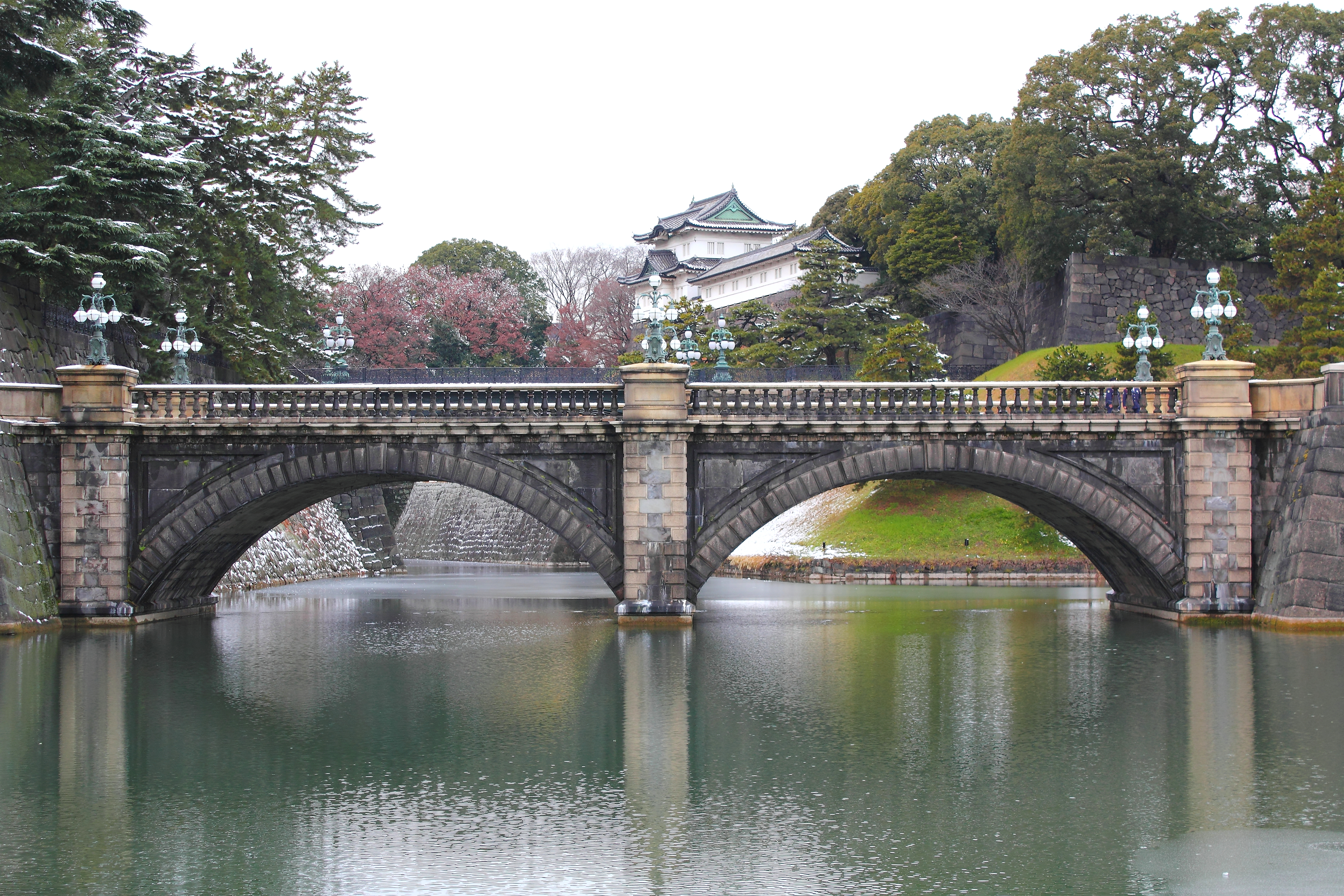
Palazzo imperiale

Nel piccolo villaggio di Edo, il nome precedente di Tokyo, un signore feudale locale, il daimyō Ōta Dōkan, costruì nel 1457 il castello di Edo (江戸城?, Edo-jō).
Verso la fine del XVI secolo Tokugawa Ieyasu, uno degli artefici della riunificazione del paese, divenuto il daimyo delle otto province del Kantō, iniziò a edificare la città di Edo, che divenne il centro più importante del territorio da lui controllato. Nel 1603 l'imperatore lo investì del titolo di shōgun, titolo ereditario che rappresentava la massima carica militare, con il quale Ieyasu assunse il controllo del Giappone (l'imperatore veniva in pratica esautorato del potere), dando inizio allo shogunato e all'era Tokugawa, detta anche periodo Edo. Trasferì a Edo la sua sede trasformandola nella capitale de facto del Paese, mentre Kyoto restò la capitale ufficiale e la sede dell'imperatore.
Con la fine delle secolari guerre civili giapponesi iniziò un periodo di grande stabilità. Edo divenne la più grande città del Giappone e sviluppò una struttura urbanistica molto rigida, suddivisa in tre categorie: i quartieri popolari, quelli dei templi e quelli degli aristocratici (riservati ai daimyo). Fu instaurato il sistema del sankin kōtai, secondo il quale tutti i daimyo dovevano possedere dei palazzi a Tokyo. Di solito un daimyo aveva tre residenze: una per sé e la propria famiglia e due per il suo seguito. La moglie e il primogenito dovevano abitare a Edo. Ogni daimyo doveva soggiornare a Edo per un periodo, ogni due anni. Questa politica rese assoluto il controllo dello shogun sui feudatari e contribuì a incrementare la popolazione della capitale. Con il moltiplicarsi degli immigrati a Tokyo venne coniato il termine Edokko (figlio di Edo), in uso ancora oggi, per distinguere i nativi dai nuovi arrivati.
La popolazione aumentò rapidamente e nel 1720 Edo diventò la più grande città del mondo, con un milione di abitanti; sarebbe rimasta tale sino al XIX secolo, quando venne superata da Londra.

### Dal XIX al XX secolo
Nel 1867, con la fine dello shogunato, fu restaurato il potere della casa imperiale. Il sovrano Meiji trasferì la capitale da Kyoto a Edo, a cui venne messo il nome Tokyo (capitale orientale). Nel 1868 anche l'imperatore si spostò a Tōkyō e dal 1869 si stabilì nel castello dove in precedenza risiedeva lo shogun, nell'attuale quartiere di Chiyoda. Con il grande rinnovamento che seguì la restaurazione Meiji la città si ingrandì sempre più divenendo il maggior centro politico, economico e culturale del Giappone. La prefettura fu suddivisa in distretti.
Nel 1923 un terribile terremoto costò la vita a 70 000 abitanti di Tokyo, causando gravi distruzioni. La città fu riedificata con notevoli trasformazioni.
Nel 1943, la città di Tokyo si unì alla prefettura di Tokyo per formare la "Prefettura Metropolitana" di Tokyo. Da allora, il Governo metropolitano di Tokyo è stato sia il governo della prefettura di Tokyo, sia l'amministrazione dei Quartieri speciali di Tokyo, per quella che in precedenza era stata la città di Tokyo.

### Tokyo in epoca moderna

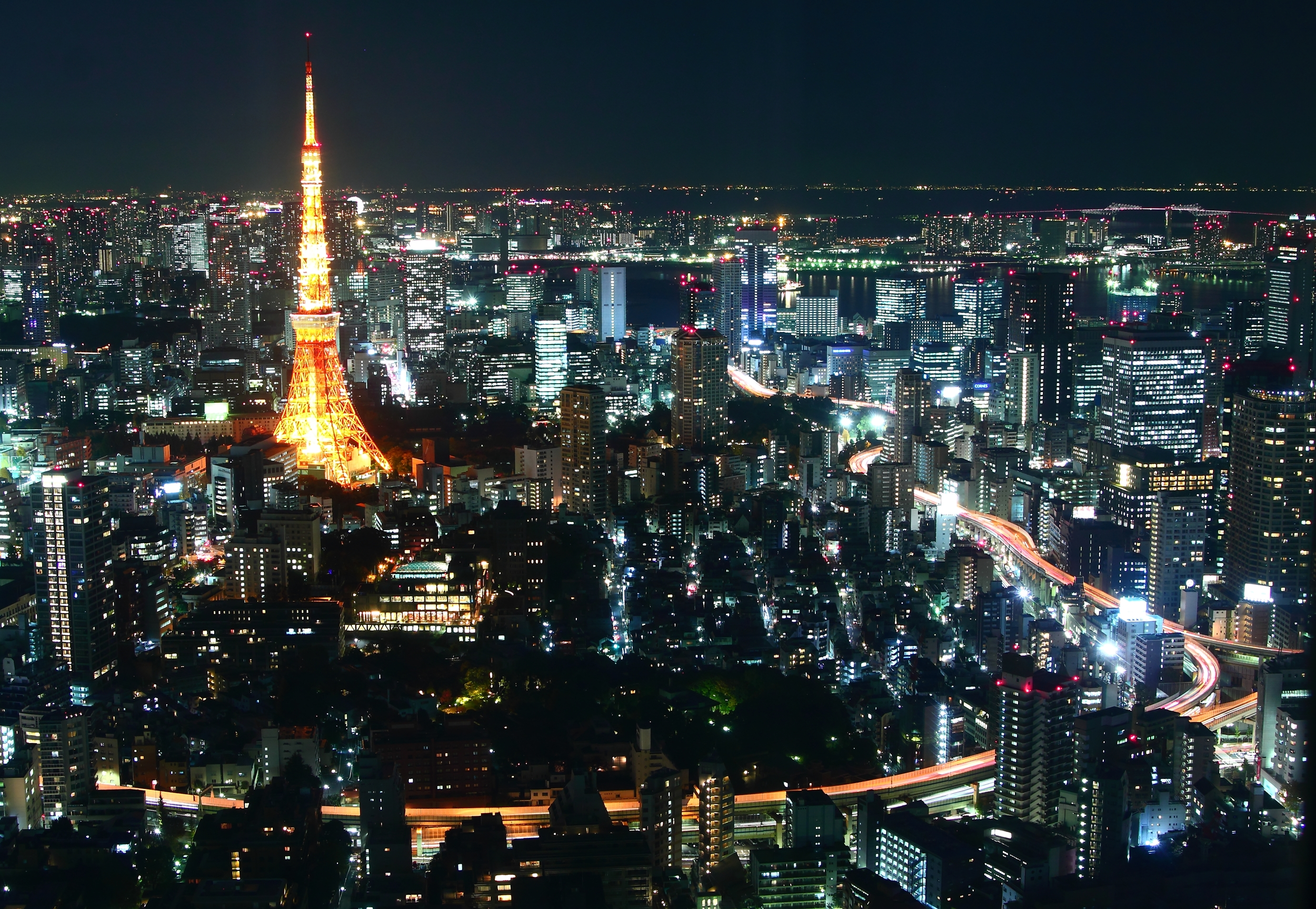
La Torre di Tokyo di notte

Nella seconda guerra mondiale Tokyo subì gravi bombardamenti, il più intenso dei quali fu quello del 10 marzo 1945, che ebbe un effetto paragonabile a quello delle bombe atomiche sganciate su Hiroshima e Nagasaki. Vaste aree della città vennero rase al suolo. Al giorno d'oggi non rimangono praticamente tracce visibili di tali devastazioni.
Dopo la guerra Tokyo venne ricostruita con un sistema ferroviario e metropolitano all'avanguardia, che venne esibito al mondo quando la capitale ospitò le Olimpiadi del 1964. Gli anni settanta portarono un nuovo sviluppo edilizio e la popolazione crebbe fino a undici milioni di abitanti e nel 1978 venne inaugurato l'Aeroporto Internazionale di Narita, la cui costruzione scatenò grandi proteste tra gli ambientalisti. Negli anni ottanta il prezzo dei terreni raggiunse prezzi esorbitanti e in molti si arricchirono rapidamente, ma nel decennio successivo scoppiò una grave crisi economica e molte compagnie, banche e proprietari fallirono a causa del crollo del prezzo dei terreni. Ne seguì una recessione che rese gli anni novanta il cosiddetto "decennio perduto" del Giappone.
Il 20 marzo 1995 vi fu un gravissimo attentato alla metropolitana della città, compiuto da una setta di fanatici che impiegarono il gas nervino: morirono dodici persone mentre migliaia furono i feriti, che ancora oggi risentono degli effetti del gas.

### Tokyo contemporanea

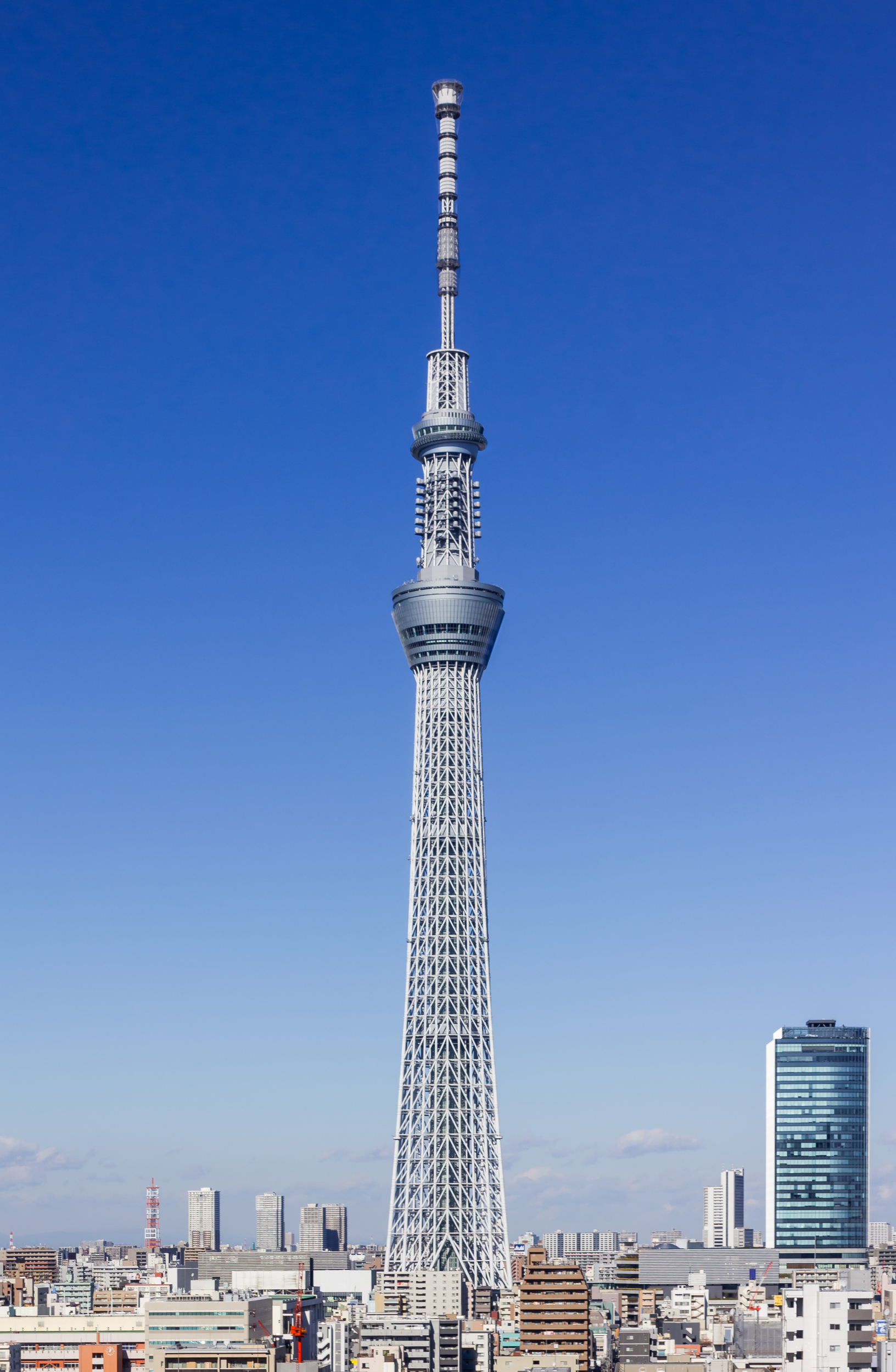
Tokyo Sky Tree, la torre più alta del Giappone.

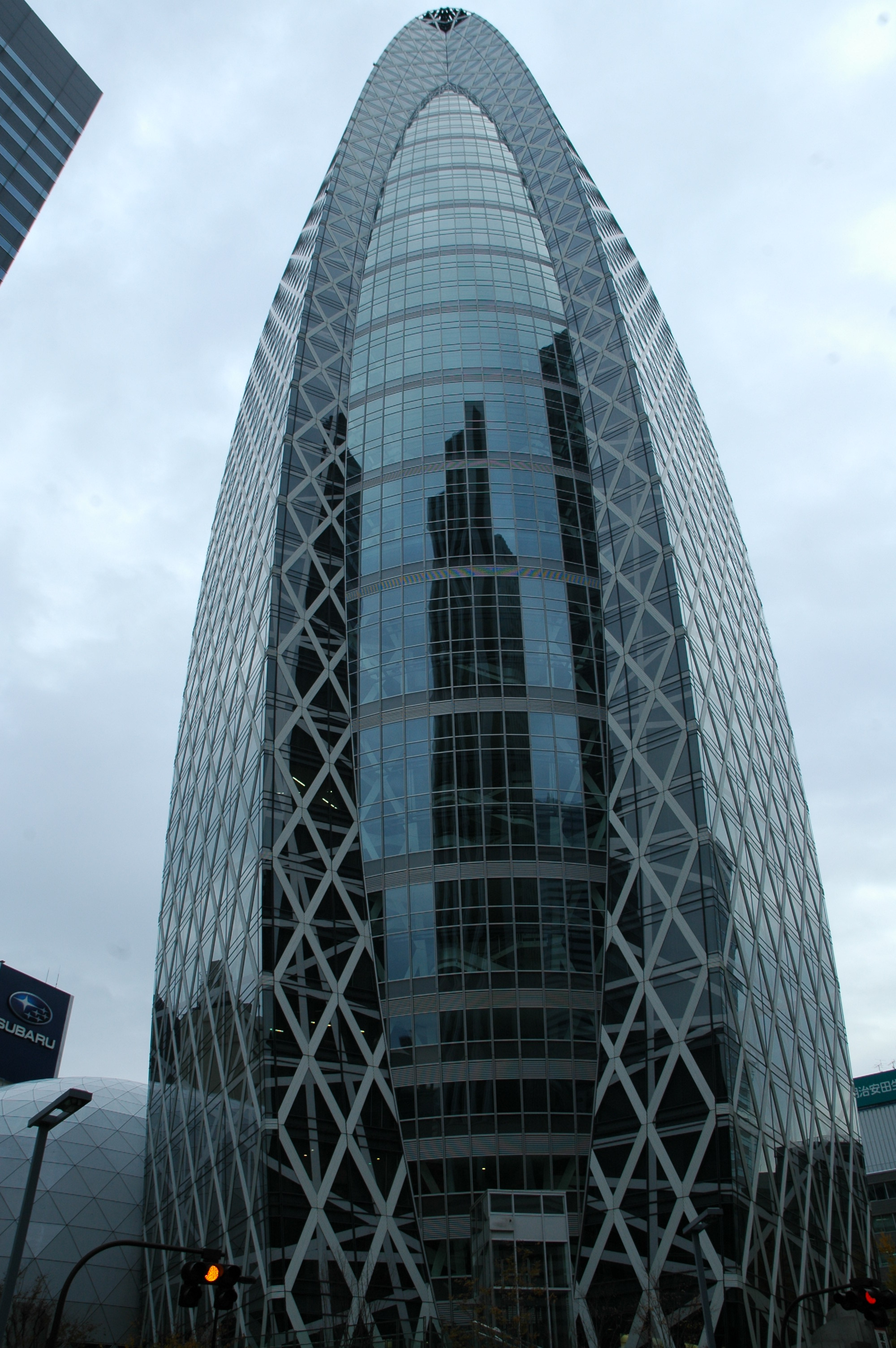
La Mode Gakuen Cocoon Tower

Tokyo è una città in continua evoluzione, dove vengono realizzati piani per lo sviluppo e il rinnovamento urbano. I progetti recenti includono grandi opere che includono l'Ebisu Garden Place, la Tennozu Isle, lo Shiodome, le Roppongi Hills, Shinagawa (divenuta stazione per i treni ad alta velocità shinkansen) e la stazione di Tokyo (sul lato di Marunouchi). I progetti di recupero della terra dal mare vanno avanti da secoli. Il principale è quello realizzato nell'area di Odaiba, divenuta un grande centro per il commercio e l'intrattenimento. Nel 2012 è stata inaugurata la Tokyo Sky Tree, che con i suoi 634 metri di altezza detiene il record di seconda struttura artificiale più alta del mondo, dopo il Burj Khalifa di Dubai. Questo enorme progresso urbanistico le è valso un importante primato: oggi Tokyo è infatti considerata la capitale mondiale dello sviluppo tecnologico.

#### Piano decennale
Nel 2006 il governo metropolitano ha avviato un piano decennale di rinnovamento che, oltre a promuovere lo sviluppo delle infrastrutture urbane, si propone di accrescere il livello di certi settori quali l'ambiente, la sicurezza, l'assistenza, la cultura, il turismo, l'industria e lo sport. Tale piano si articola sui seguenti punti:
- il completamento di tre raccordi anulari e altre arterie stradali, atte a decongestionare il pesante traffico della Grande Area di Tokyo;
- promuovere lo sviluppo urbano in armonia con le esigenze dei cittadini di una migliore qualità di vita;
- abbellire Tokyo e renderla più sicura, in particolare riducendo il rischio sismico.

L'amministrazione ha indicato nella tecnologia, in un nuovo tipo di sviluppo delle risorse umane e nella cooperazione con altri Paesi asiatici, gli strumenti da utilizzare per ottenere quanto pianificato. Il programma esecutivo varato nel 2010 per raggiungere gli scopi del piano decennale, ha individuato diverse iniziative pratiche da adottare, tra queste l'aumento delle aree destinate al verde pubblico, la riduzione dell'inquinamento, l'installazione di dispositivi antisismici in edifici pubblici e privati, lo sviluppo dell'edilizia assistenziale in favore di anziani e famiglie non abbienti con figli.

## Paesaggio urbano
L'architettura di Tokyo è stata in gran parte modellata dalla sua storia. Due volte nella storia recente la metropoli è stata lasciata in rovina: prima nel grande terremoto del Kantō del 1923 e successivamente dopo un esteso bombardamento nella seconda guerra mondiale. Per questo motivo, il paesaggio urbano di Tokyo è costituito principalmente da architettura moderna e contemporanea e gli edifici più vecchi sono rari. Tokyo presenta molte forme di architettura moderna di fama internazionale, tra cui il Tokyo International Forum, la Asahi Beer Hall, la Mode Gakuen Cocoon Tower, il NTT Docomo Yoyogi Building e il Rainbow Bridge. Tokyo presenta anche due torri distintive: la Tokyo Tower e la nuova Tokyo Sky Tree, che è la torre più alta al mondo, e la seconda struttura dopo il Burj Khalifa a Dubai. Mori Building Co ha iniziato a lavorare sul nuovo edificio più alto di Tokyo, che dovrebbe essere completato nel marzo 2023. Il progetto avrà un costo di 580 miliardi di yen (5,5 miliardi di dollari).
Tokyo contiene anche numerosi parchi e giardini. Ci sono quattro parchi nazionali nella Prefettura di Tokyo, incluso il Parco nazionale Fuji-Hakone-Izu, che comprende tutte le Isole Izu.

## Società

### Evoluzione demografica
Abitanti censiti (migliaia)

La superficie totale della metropoli è di circa 2188 km². Nel 2009 la popolazione era di quasi tredici milioni di abitanti, che fanno di Tokyo la più popolata tra le prefetture del Giappone.
Il crescente fenomeno di inurbamento che ha investito Tokyo negli ultimi decenni nel 2009 ha portato la popolazione dei quartieri speciali a superare gli 8,2 milioni di abitanti; ne è derivato un grande sviluppo dell'edilizia, del sistema di trasporto pubblico (con numerose linee ferroviarie e metropolitane) e della rete stradale. Il sempre più congestionato traffico e il crescente affollamento ha scatenato un dibattito sull'opportunità di trasferire altrove la capitale.
Malgrado sorga su un territorio ad alto rischio sismico, Tokyo continua a ingrandirsi, accogliendo nuovi abitanti giapponesi e esteri. La comunità multietnica di stranieri, al 1º ottobre del 2009, contava 417 000 residenti. L'area di Tama, che si estende per 1169,49 km² nella parte ovest della metropoli, nel 2009 contava un totale di 4,16 milioni di abitanti concentrati soprattutto a est. La parte occidentale di Tama si trova invece in territorio montuoso e meno popolato. La popolazione della zona insulare di Tokyo è in continuo calo e nel 2009 contava 28 000 abitanti distribuiti su 406 km², per una densità di 68 ab./km².
Nei ventitré quartieri speciali vivono oltre otto milioni di abitanti, superando i 10,5 milioni con i lavoratori e gli studenti pendolari provenienti dalle prefetture vicine. I residenti dei tre quartieri centrali di Chiyoda, Chūō e Minato sono 300 000, ma durante il giorno la zona è abitualmente frequentata da due milioni tra pendolari e locali. A Tokyo è presente la più grande concentrazione di quartier generali delle multinazionali, istituzioni finanziarie, università, scuole, musei, teatri, negozi e luoghi di divertimento del Paese.

### Grande Area di Tokyo
La Grande Area di Tokyo comprende, oltre al territorio di campagna, buona parte delle prefetture di Chiba, Kanagawa e Saitama. Si estende su una superficie di 13555 km² ed è abitata da circa trentacinque milioni di abitanti, che rappresentano il 28% della popolazione del Paese.

## Cultura

### Templi e santuari

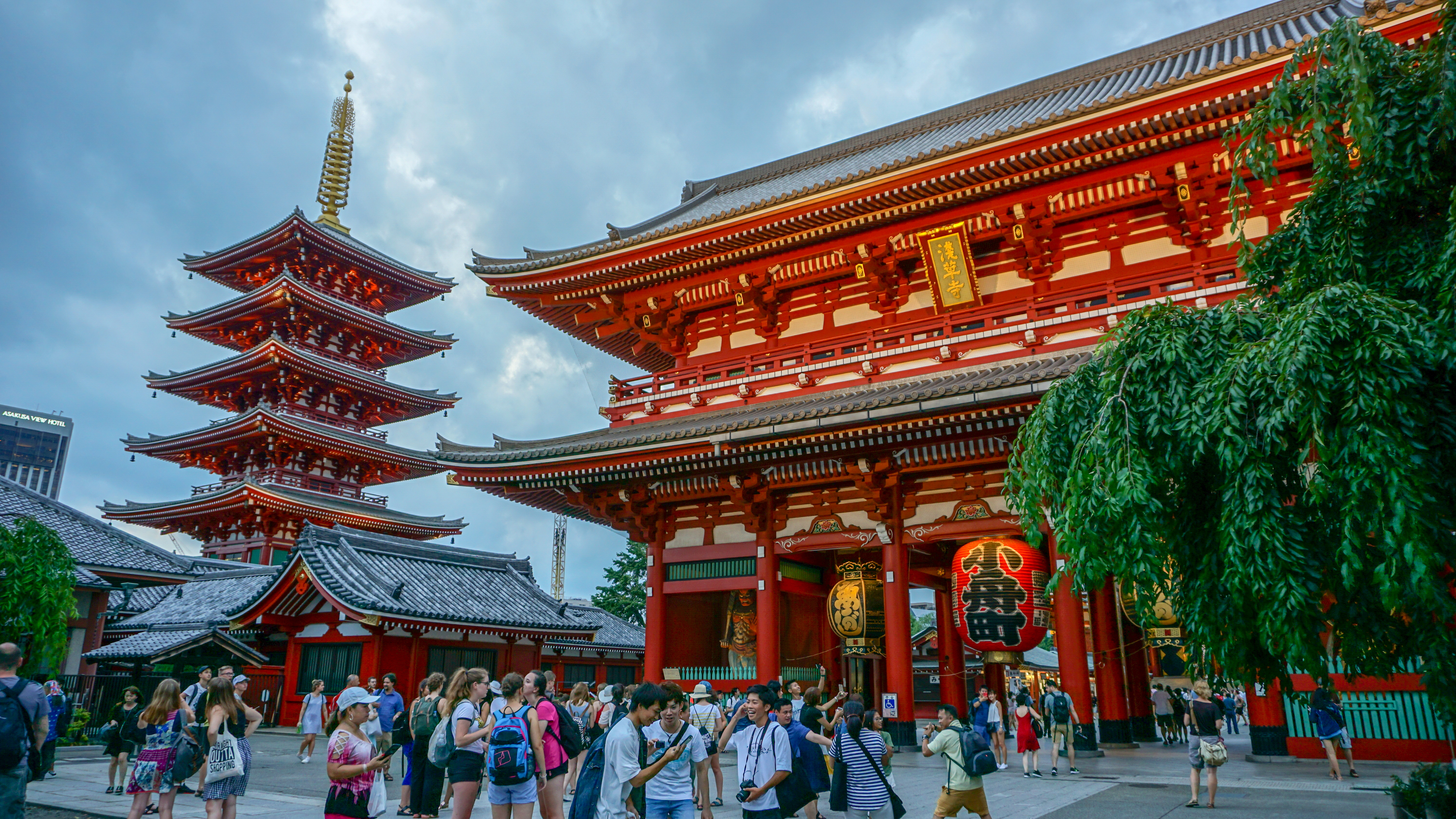
Sensō-ji

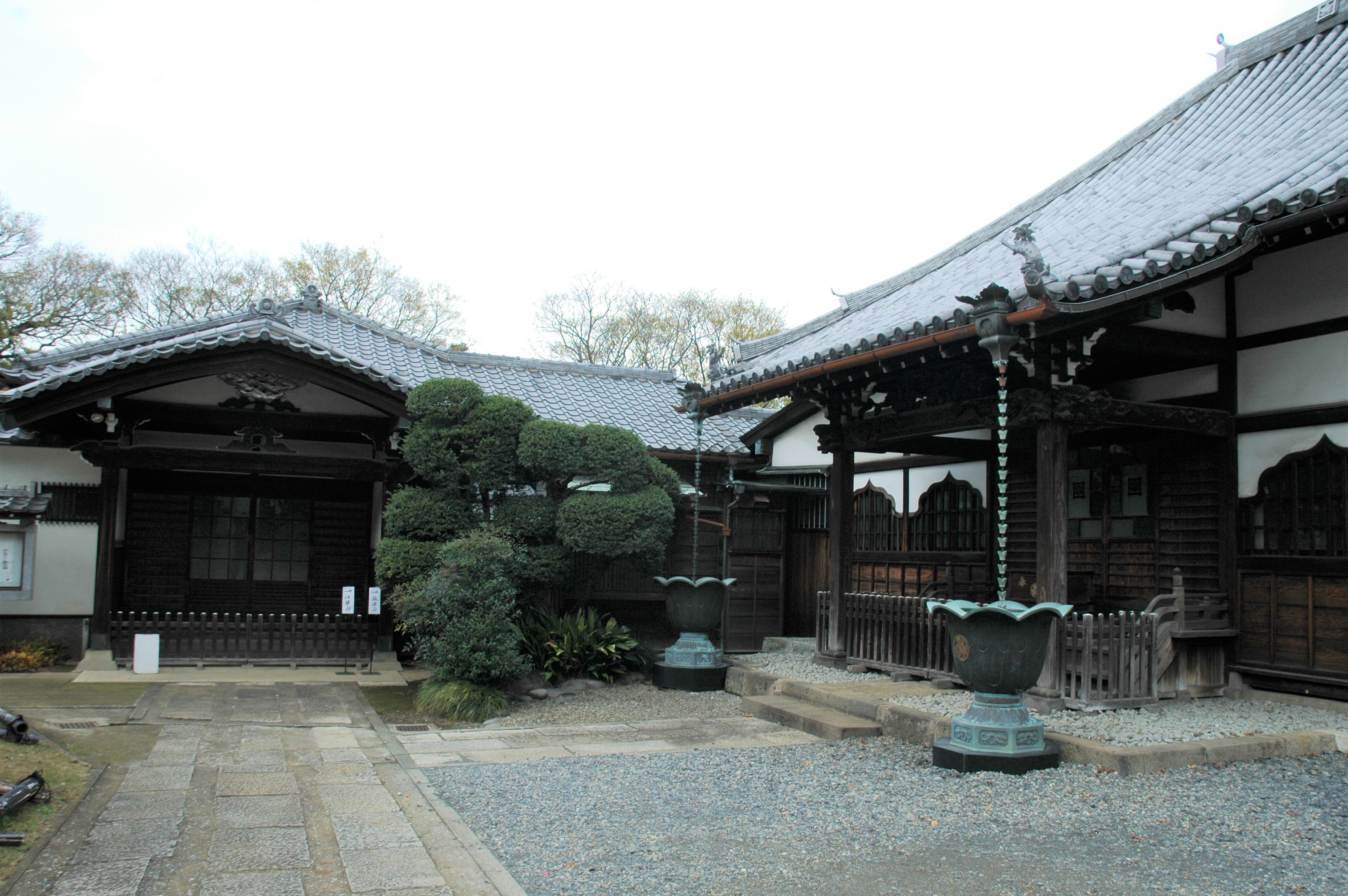
Un tempio nel quartiere di Yanaka

Nonostante i numerosi incendi e ed eventi distruttivi che hanno colpito l'area dal XVII secolo a oggi, Tokyo ospita ancora numerose testimonianze architettoniche di templi buddhisti e santuari shintoisti (alcuni ricostruiti), fra cui:
- Gokoku-ji
- Kan'ei-ji
- Sensō-ji
- Zōjō-ji
- Santuario Kanda
- Santuario Yasukuni

### Università

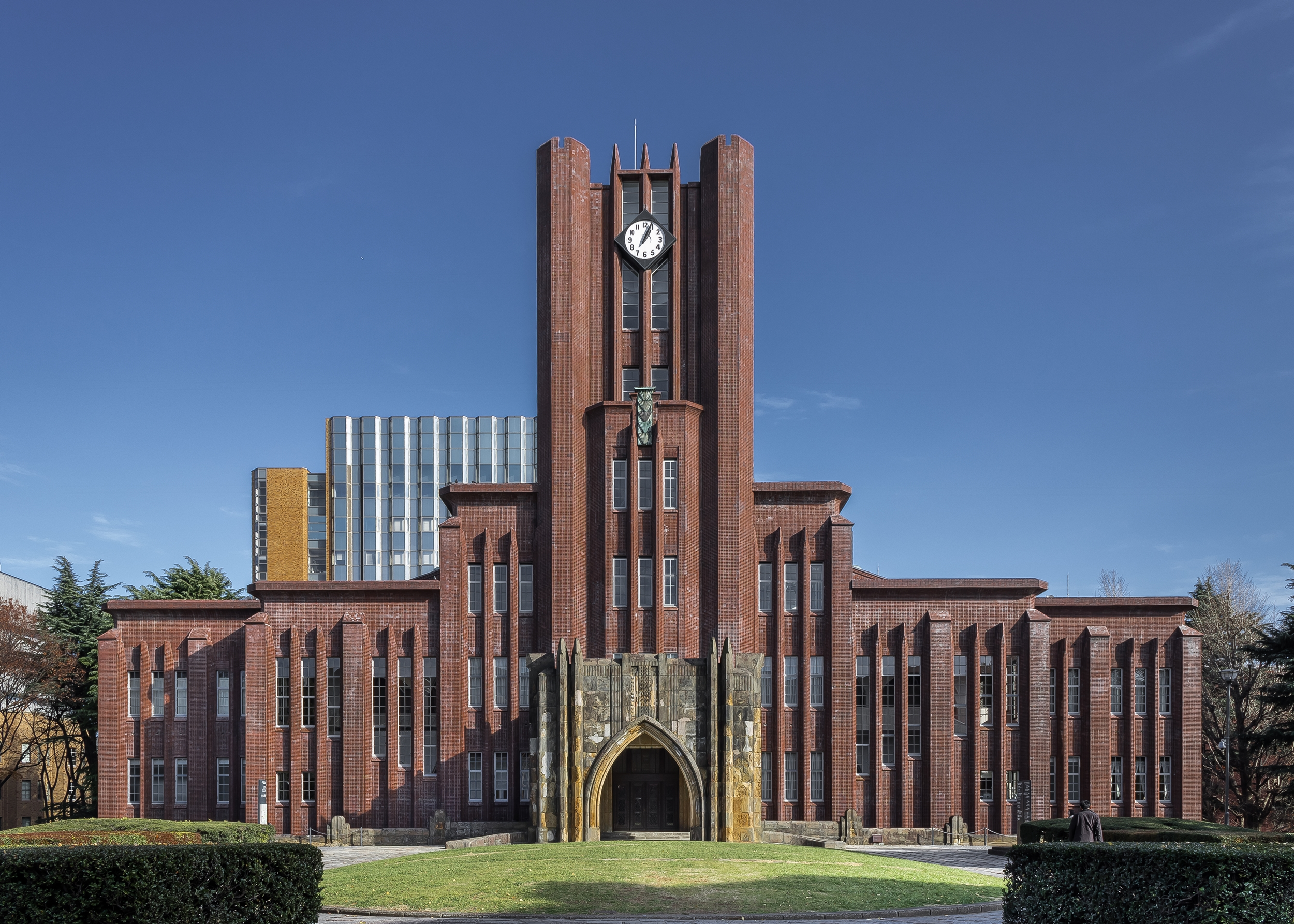
L'auditorium Yasuda presso l'Università di Tokyo a Bunkyō

Tokyo ha molte università, college e scuole professionali. Molte delle università più prestigiose del Giappone hanno sede nella capitale, fra cui Università di Tokyo, Hitotsubashi University, Tokyo Institute of Technology, Università di Waseda, Tokyo University of Science, Sophia University e Università Keio.
Esiste una sola università pubblica non nazionale, la Tokyo Metropolitan University, e alcune accessibili anche ai non nippofoni per via delle lezioni tenute in inglese o per l'insegnamento della lingua giapponese agli studenti, fra cui la Globis University Graduate School of Management, International Christian University, Sophia University e Università di Waseda.

### Biblioteche e archivi
A Tokyo si trova la sede principale della Biblioteca della Dieta Nazionale del Giappone, l'unica biblioteca nazionale di Stato.
L'Archivio di Stato conserva i documenti governativi dal Periodo Edo.

### Musei

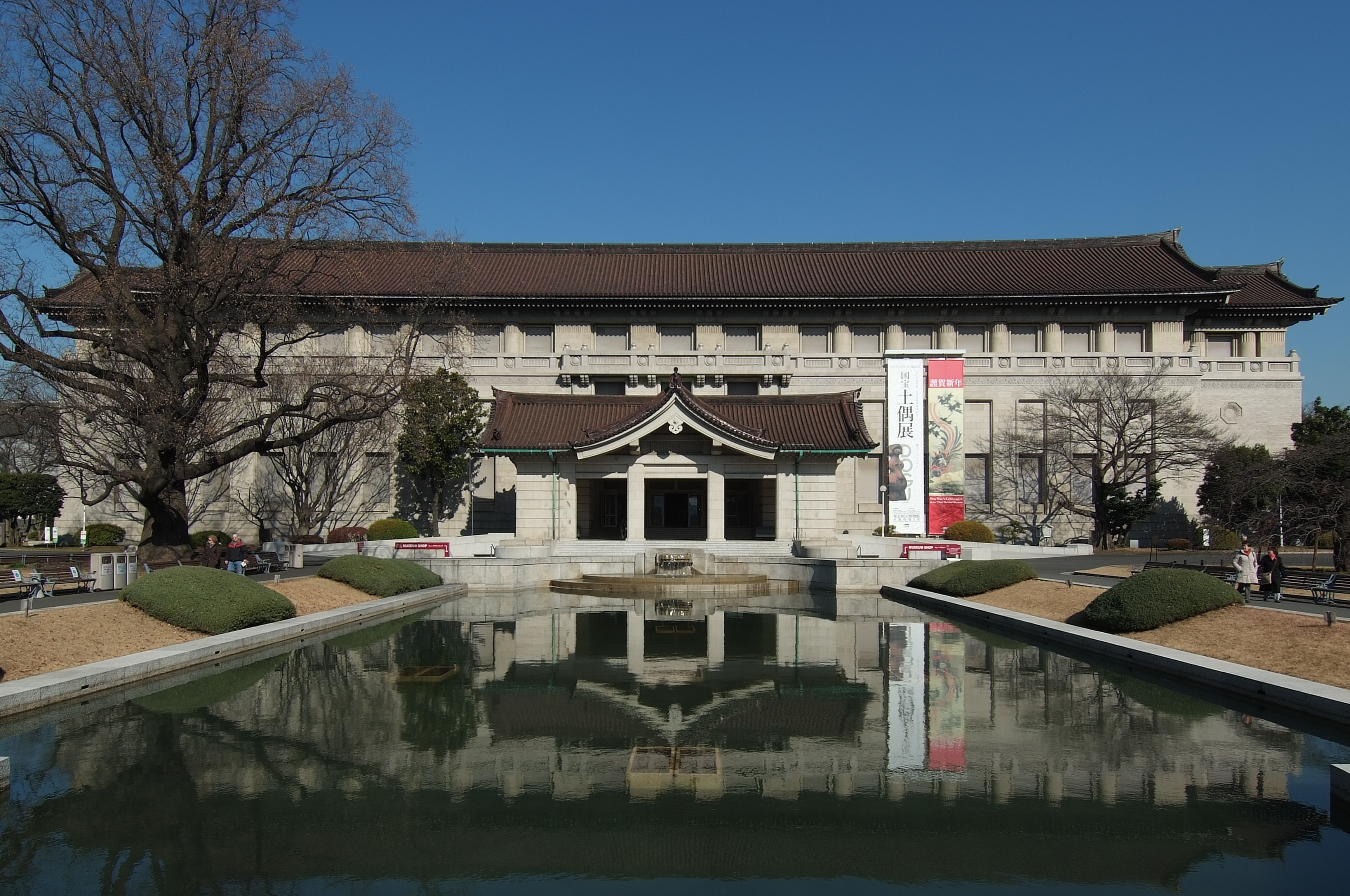
Museo nazionale di Tokyo

Tokyo è sede di molti musei di arti e mestieri nonché di musei scientifici e tecnici. Fra questi si trovano:
- il Museo nazionale di Tokyo, situato nel parco di Ueno, è il più grande del Giappone e ospita la migliore collezione al mondo di arte giapponese, nonché un nutrito gruppo di opere d'arte asiatica;
- il Centro nazionale delle Arti di Tokyo;
- il Museo nazionale d'arte occidentale, parte del Patrimonio dell'umanità;
- il Museo nazionale d'arte moderna, che contiene diverse collezioni di arte moderna giapponese e una sezione multimediale con oltre 40 000 titoli di film giapponesi ed esteri;[29]
- il Museo nazionale delle scienze, anch'esso situato nel parco di Ueno non lontano dallo zoo pubblico;
- lo Ueno Zoo, il giardino zoologico inaugurato nel 1882.

Altri musei sono il museo d'arte moderna, situato vicino al palazzo imperiale ed il Museo memoriale nazionale Shōwa nel quartiere speciale di Chiyoda; il Museo Edo-Tokyo nel quartiere di Sumida, vicino al fiume Sumida; e il Museo di arte Nezu a Aoyama. Numerosissimi sono i musei privati.

### Teatri e altri luoghi per concerti

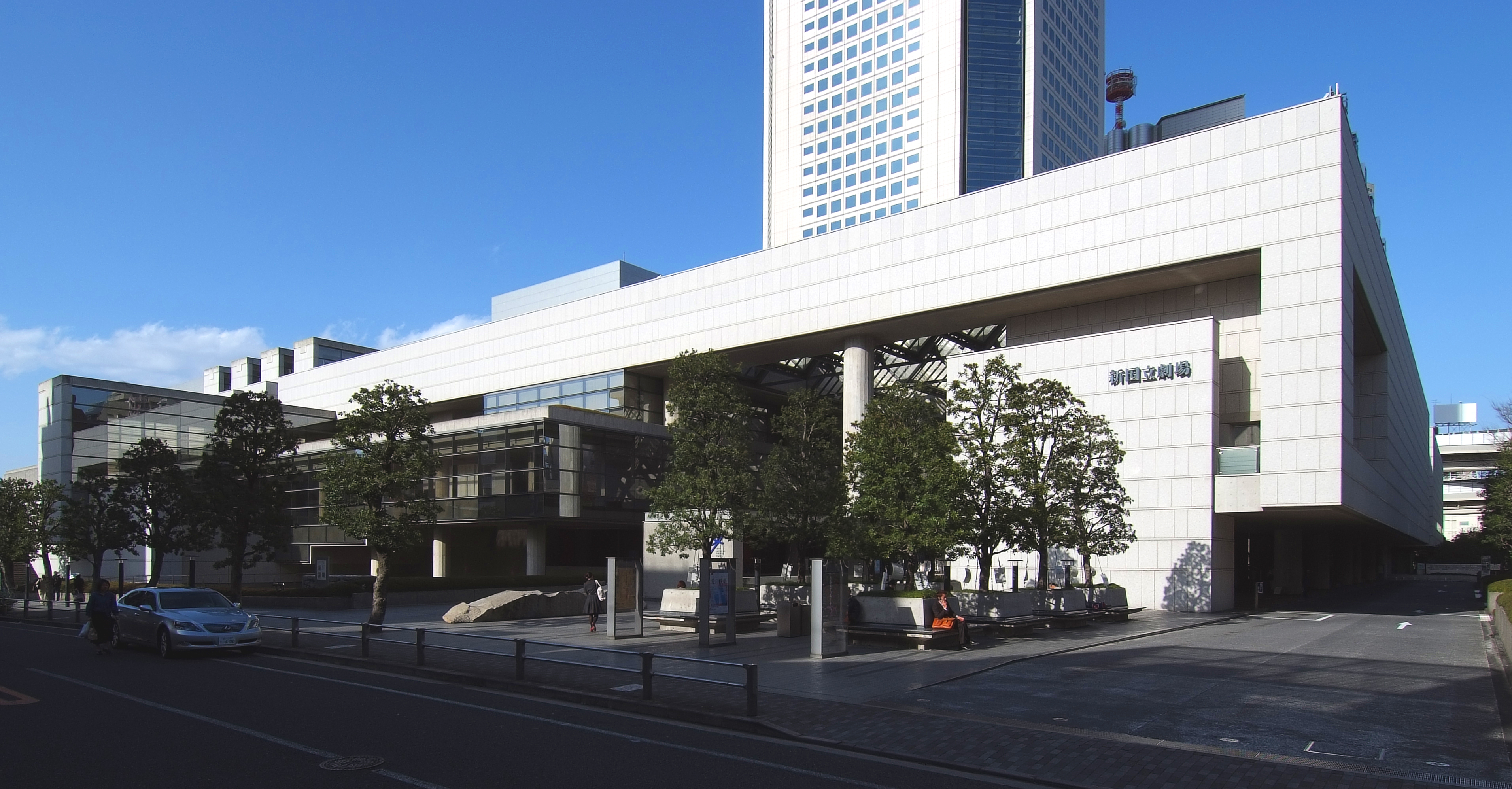
Nuovo teatro nazionale di Tokyo

Tokyo ha molti teatri dove vengono rappresentati sia spettacoli contemporanei che le forme tradizionali di teatro giapponese, come il Nō e il Kabuki. Tali strutture vengono utilizzate anche per concerti di orchestre sinfoniche, che eseguono musica occidentale o anche musica tradizionale giapponese. Tokyo ospita anche concerti di musica pop e rock di artisti giapponesi e occidentali sia in club di piccole dimensioni generalmente chiamati live houses or stage houses, sia in strutture appositamente dedicate come il famoso e capiente palazzo dello sport del Nippon Budokan. Nuovo teatro nazionale di Tokyo è la più importante sala per spettacoli del Giappone: vi si rappresentano, fra l'altro, opere liriche, balletti, spettacoli di danza contemporanea, pièces di prosa.
Tra gli artisti di maggior rilievo ad aver preso parte a festival musicali esteri, va ricordata Yumiko Ashikawa (芦川祐美子?), di 8 anni (30 agosto 1989), che partecipò alla 40sima edizione dello Zecchino d'Oro (1997) interpretando un brano da lei stessa scritto e composto, La pioggia, avvenimento unico nella storia della trasmissione.

### Eventi

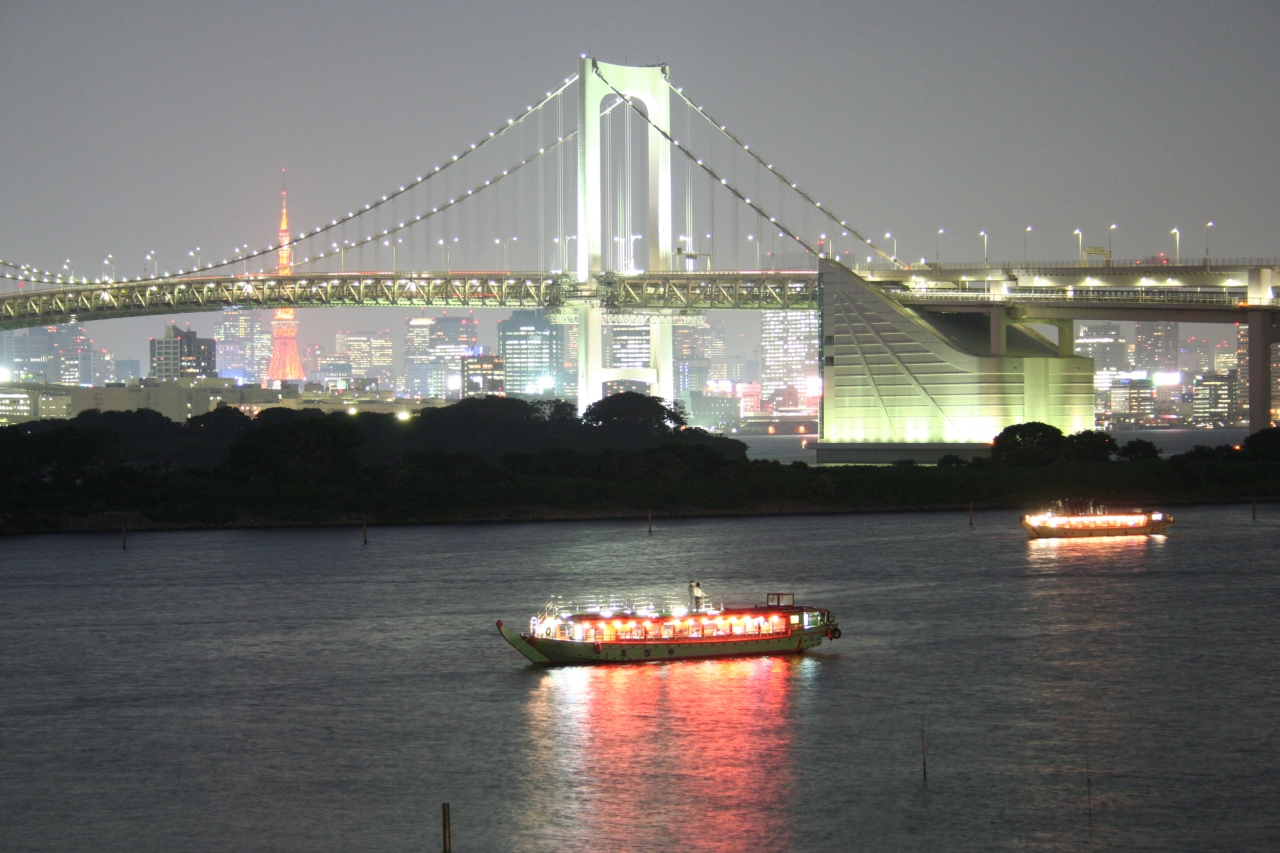
Vista del Ponte dell'Arcobaleno e panorama di Tokyo di notte

Tokyo propone molti luoghi interessanti per i turisti provenienti da tutto il mondo sia in ambito culturale, sia sportivo ed è sede di molti eventi culturali dalle molte sfumature. Nell'arco dell'anno la città ospita innumerevoli festival, eventi mondani e sfilate di moda. A Tokyo sono presenti molti templi, teatri, musei e si organizzano concerti di importanza internazionale.

#### Matsuri

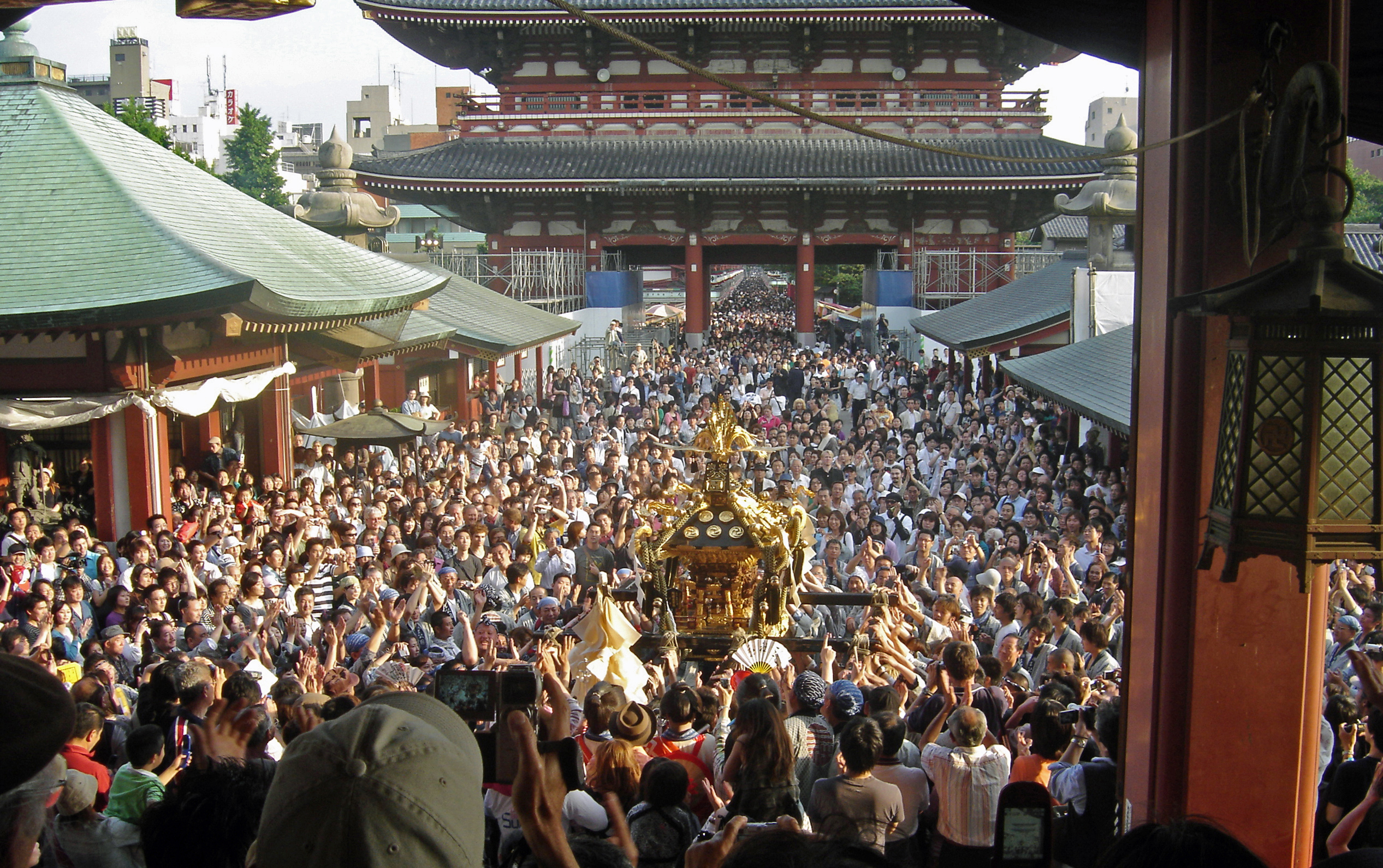
Sanja matsuri ad Asakusa

Di grande richiamo sono i matsuri, i tradizionali festival shintoisti. I tre più importanti, ai quali presenziano migliaia di spettatori, sono:
- il Sannō Matsuri, che si svolge ogni 15 giugno al santuario di Hie, nel quartiere speciale di Chiyoda;
- il Sanja Matsuri, che si tiene durante il terzo fine settimana di maggio al santuario di Asakusa, nell'omonimo circondario di Asakusa, che fa parte del quartiere speciale di Taitō;
- il Kanda Matsuri, che si tiene nel santuario di Kanda, situato a Chiyoda, ogni due anni nel fine settimana più vicino al 15 di maggio. Il festival si caratterizza per le sfilate di sacri palanchini riccamente decorati, chiamati mikoshi (神輿 o 御輿?), e di carri allegorici circondati da una fitta folla.

#### Fuochi artificiali
Ogni anno nell'ultimo sabato di luglio si svolge lungo il fiume Sumida un grande spettacolo pirotecnico che ha oltre un milione di spettatori.

#### Hanami
In primavera, in tutto il Giappone, milioni di persone si muovono per ammirare i fiori di ciliegio giapponese (桜?, sakura), una tradizione chiamata hanami (花見? letteralmente hana cioè "fiori", e mi cioè "vedere"). Secondo quest'usanza si organizza un picnic sotto tali alberi. A questo proposito gli abitanti di Tokyo si riuniscono nei vari parchi cittadini, tra i quali il parco di Ueno, il parco Inokashira e il Shinjuku Gyoen.

### Cucina
La cucina di Tokyo è apprezzata a livello internazionale. Nel novembre 2007, la Michelin ha pubblicato la sua prima guida per una cucina raffinata a Tokyo, assegnando 191 stelle in totale, circa il doppio rispetto al concorrente più vicino di Tokyo, Parigi. A partire dal 2017, 227 ristoranti a Tokyo sono stati premiati (92 a Parigi). Dodici ristoranti hanno ottenuto il massimo di tre stelle (Parigi ne ha 10), 54 hanno ricevuto due stelle e 161 hanno guadagnato una stella.

### Quartiere
- Akihabara, noto per essere un centro culturale otaku e un quartiere commerciale per i beni informatici, si trova a Chiyoda.
- Harajuku, un quartiere di Shibuya, è noto a livello internazionale per il suo stile giovanile, moda[34] e cosplay.
- Ginza è una zona commerciale di lusso di Tokyo.

## Geografia antropica

### Suddivisioni amministrative

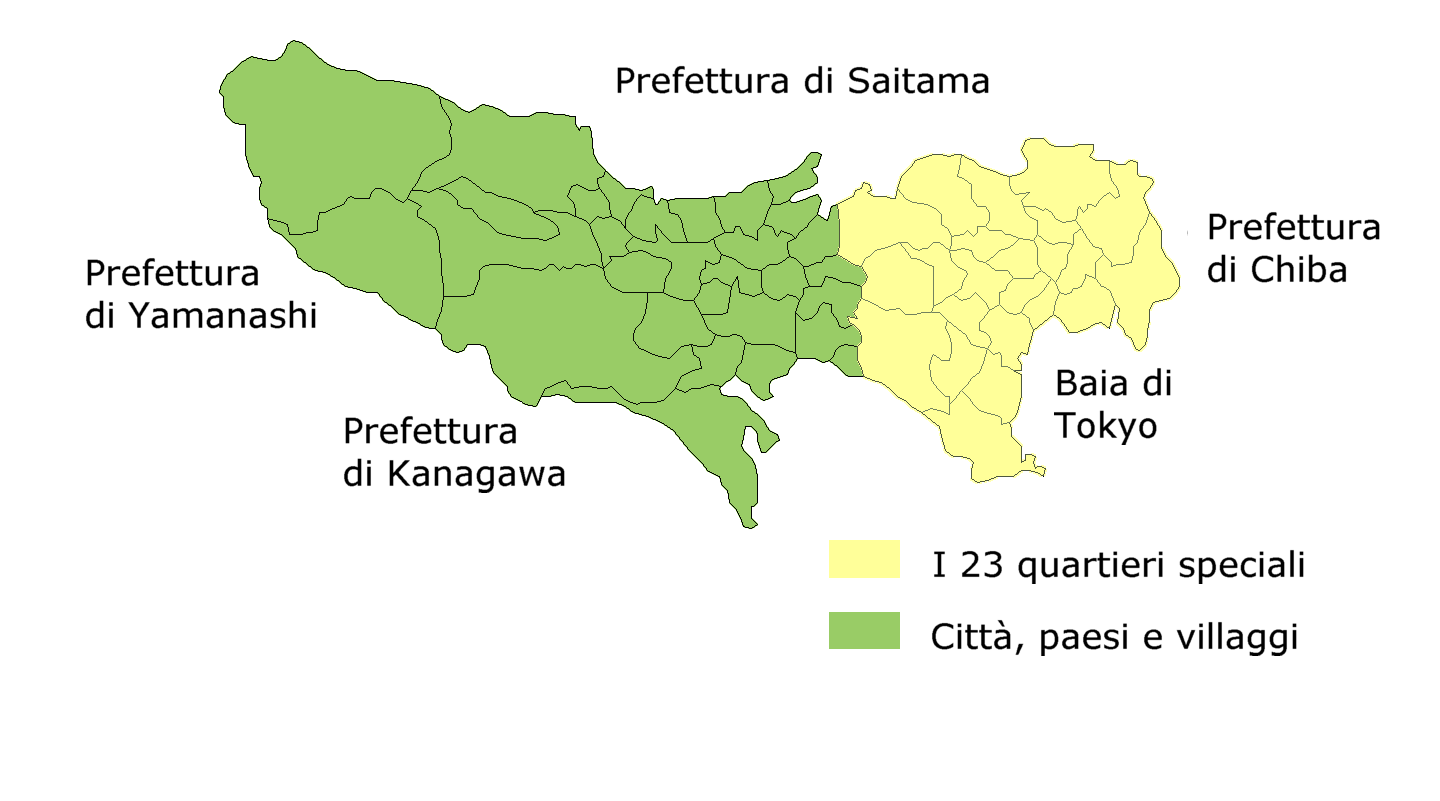
La distinzione tra l'area dei quartieri speciali, in giallo, e l'area di Tama, in verde

La metropoli di Tokyo si divide in tre aree aventi tipi di amministrazione diversi:
- quartieri speciali di Tokyo – situati nell'area più popolata, dove sorgeva l'estinta città di Tokyo;
- area di Tama – situata nell'area ad ovest dei 23 quartieri speciali;
- area insulare – situata nel Pacifico e formata da due arcipelaghi e altre isole minori.

#### Quartieri speciali

I quartieri speciali di Tokyo

Il 1º ottobre 2009 l'area dei quartieri speciali di Tokyo aveva una popolazione di 8 802 000 abitanti, distribuiti su una superficie di 621 km². Tale territorio è suddiviso in ventitré quartieri speciali, le cui amministrazioni godono di poteri e funzioni simili a quelle delle altre municipalità del Giappone.
Sebbene abbiano un buon grado di autonomia e ognuno di essi abbia un proprio governo e un sindaco locale, i ventitré quartieri devono coordinarsi con il governo metropolitano di Tokyo, l'organo di governo equiparabile a quello delle normali prefetture giapponesi. A carico del governo metropolitano vi sono determinati servizi offerti nell'area dei ventitré quartieri, quali quelli relativi alla gestione delle acque e degli acquedotti, alle fognature ed alla lotta antincendio, che nelle altre municipalità del Paese sono a carico dell'amministrazione comunale.

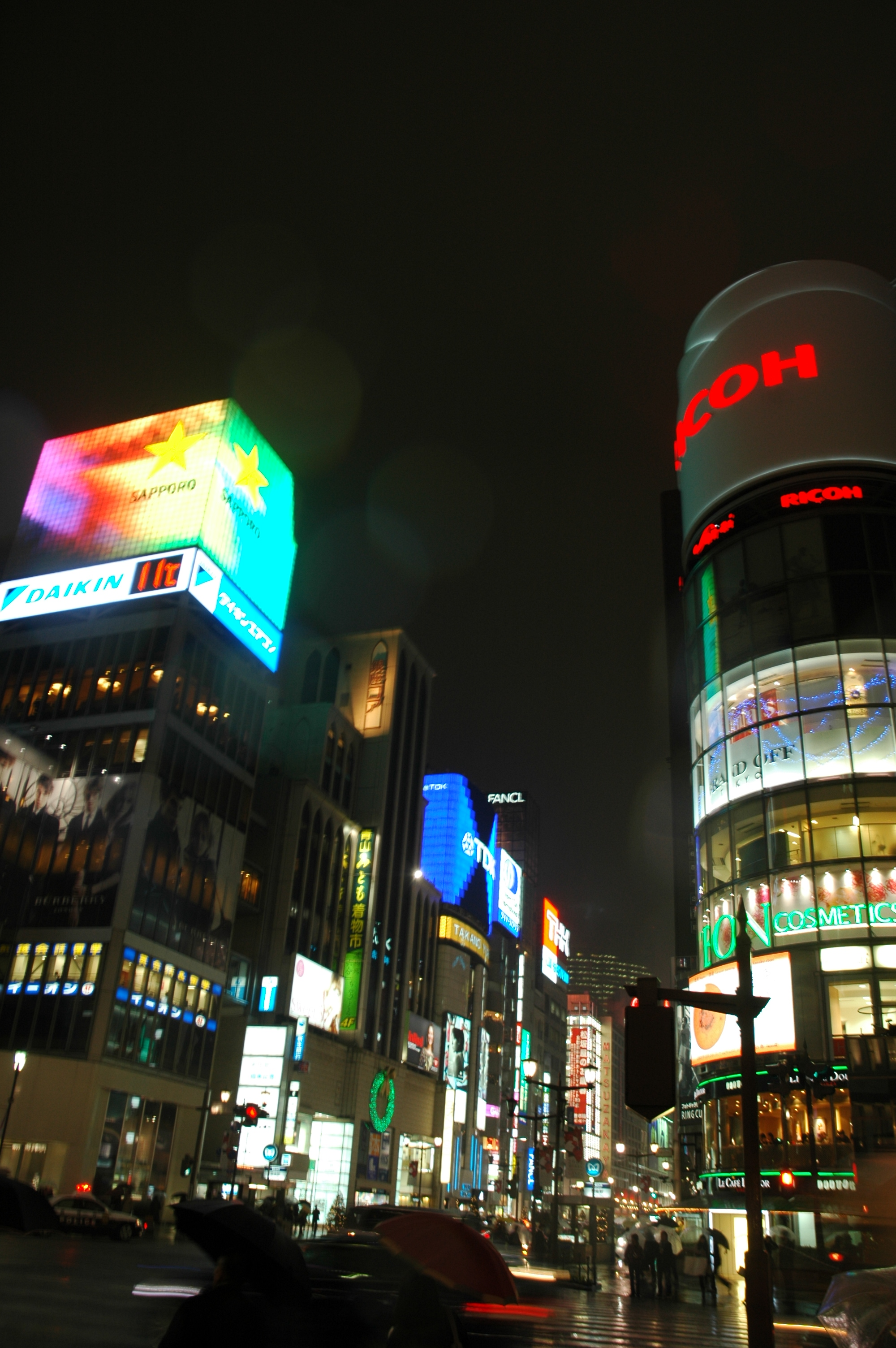
Il distretto di Ginza, a Chūō, di notte

I "tre quartieri centrali" di Tokyo - Chiyoda, Chūō e Minato - sono il centro degli affari della città, con una popolazione diurna più di sette volte superiore alla loro popolazione notturna. Chiyoda Ward è unico in quanto si trova nel cuore della ex città di Tokyo, ma è uno dei quartieri meno popolati. È occupato da molte importanti compagnie giapponesi ed è anche sede del governo nazionale e dell'imperatore giapponese. Viene spesso chiamato il "centro politico" del paese. Akihabara si trova anche a Chiyoda.
I quartieri sono quelli di:
- Adachi
- Arakawa
- Bunkyo
- Chiyoda

- Chūō
- Edogawa
- Itabashi
- Katsushika

- Kita
- Kōtō
- Meguro
- Minato

- Nakano
- Nerima
- Ōta
- Setagaya

- Shibuya
- Shinagawa
- Shinjuku
- Suginami

- Sumida
- Toshima
- Taitō.

#### Area di Tama

Una mappa delle città nella parte occidentale di Tokyo. Confina con i tre reparti speciali più occidentali nella mappa in alto.

Gli attuali quartieri speciali formavano la città di Tokyo, mentre la parte a ovest della ex-prefettura, di cui l'estinta città di Tokyo era il capoluogo, corrisponde all'area di Tama. Tale zona, in cui vivono oltre quattro milioni di abitanti, comprende ventisei città e il montuoso distretto di Nishitama, l'unico distretto del territorio metropolitano, formato dal villaggio di Hinohara e dalle cittadine di Hinode, Mizuho ed Okutama.

#### Area insulare
Sotto la giurisdizione metropolitana ricadono anche diverse isole del Pacifico, la cui superficie totale è di 473 km².

##### Isole Izu

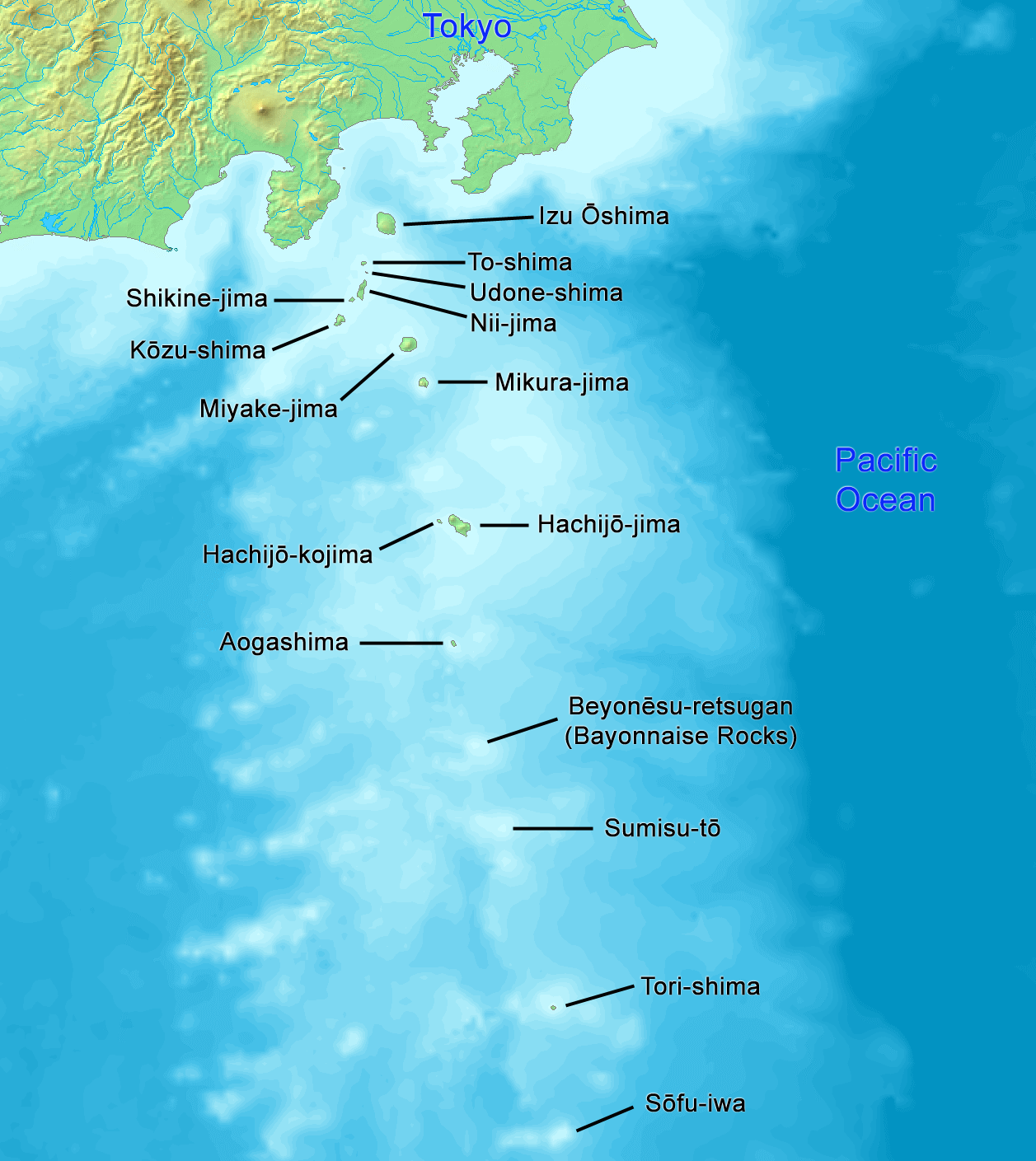
Localizzazione delle isole Izu

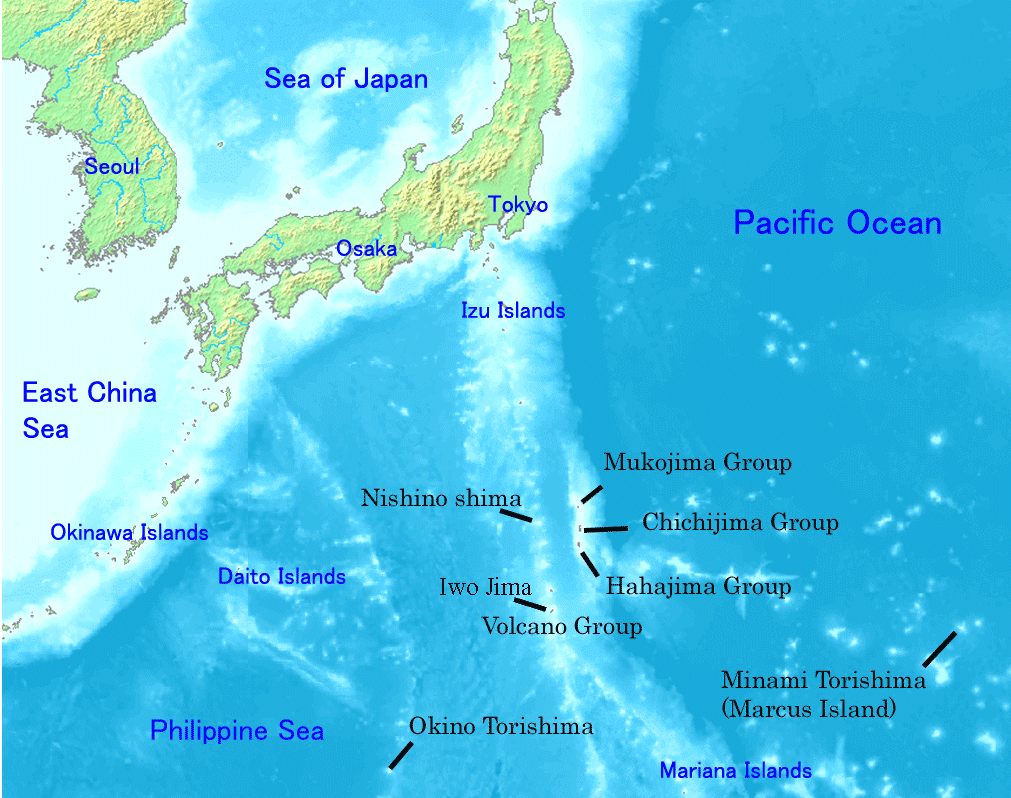
Localizzazione delle Isole Ogasawara

L'arcipelago delle Izu si estende a partire dalla baia di Tokyo. Le sue isole maggiori sono Izu Ōshima, Toshima, Nii-jima, Shikinejima, Kōzushima, Miyakejima, Mikurajima, Hachijojima, e Aogashima. Tali isole sono ripartite amministrativamente in tre sottoprefetture:
- la sottoprefettura di Hachijō comprende la cittadina di Hachijō e il villaggio Aogashima;
- la sottoprefettura di Miyake comprende i villaggi di Miyake e Mikurajima;
- la sottoprefettura di Ōshima comprende la cittadina di Ōshima e i villaggi di Kōzushima, Toshima e Nii-jima.

##### Isole Ogasawara
Il più lontano arcipelago delle Ogasawara comprende le isole di Chichi-jima, Nishinoshima, Haha-jima, Kita Iwo Jima, Iwo Jima, e Minami Iwo Jima. La sottoprefettura di Ogasawara, l'unica di questo arcipelago, amministra anche le disabitate isole di Minami Torishima, lontana circa 1850 km da Tokyo, e di Okino Torishima, il punto più a sud del Giappone.

## Economia

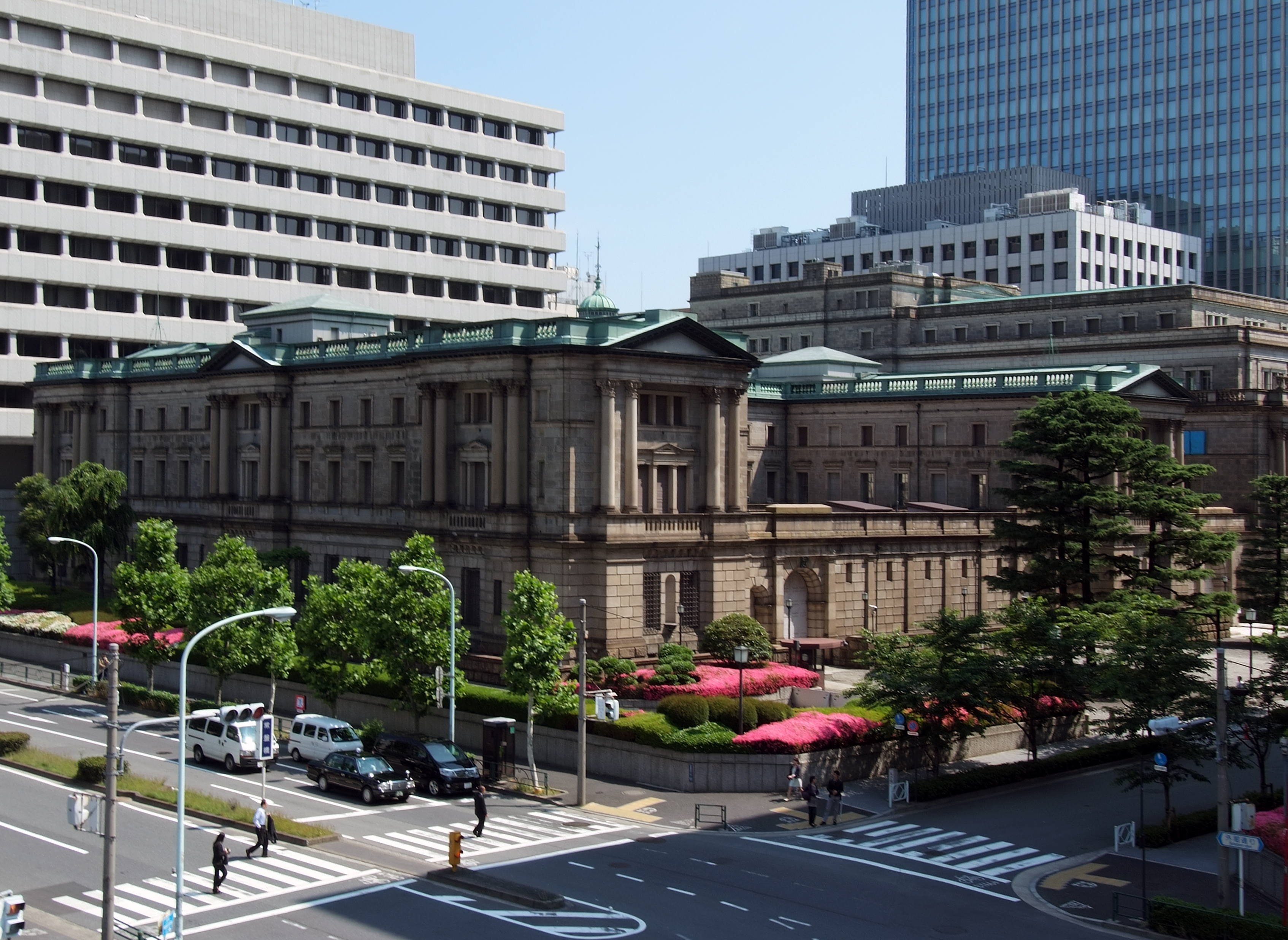
Sede della Banca del Giappone a Chuo, Tokyo

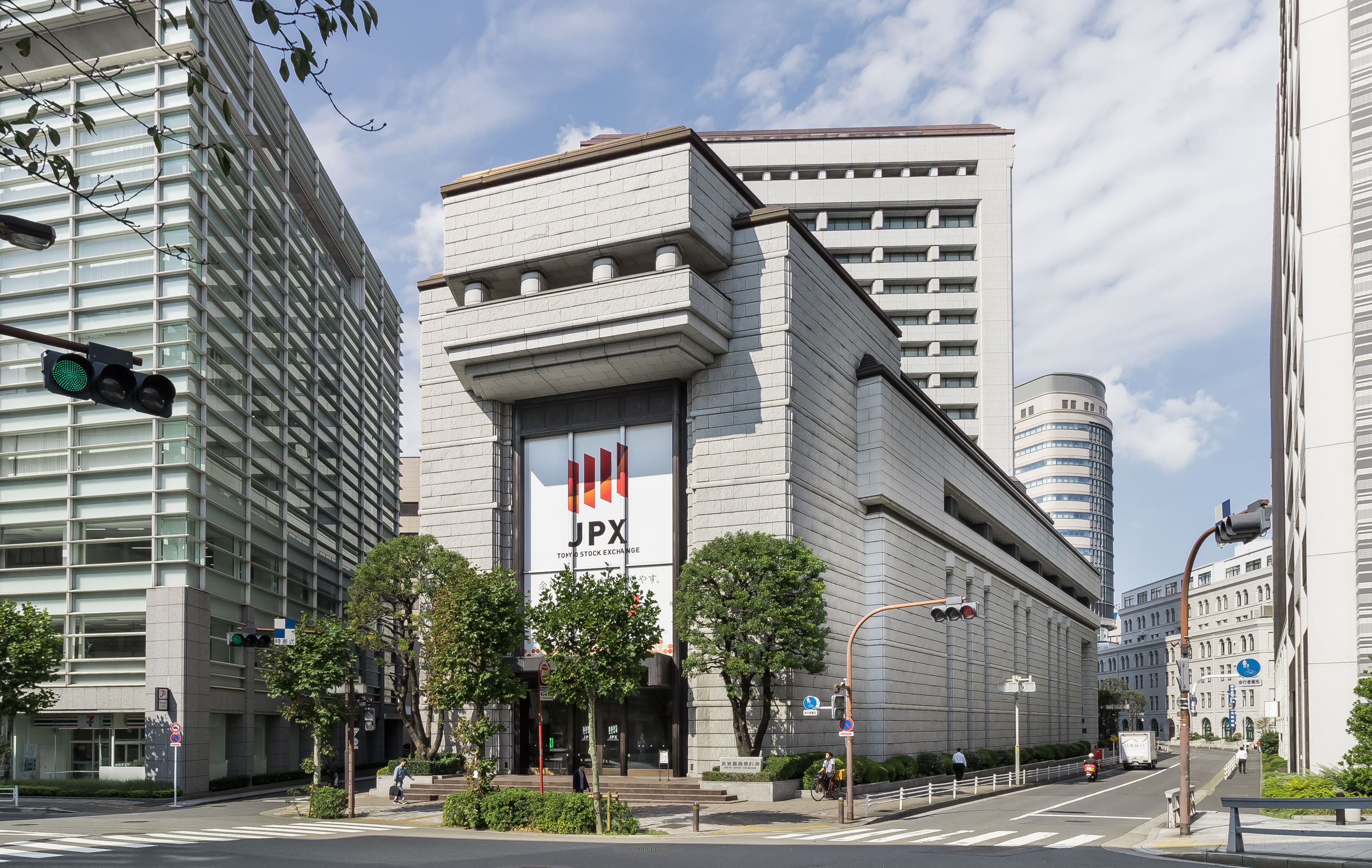
La borsa di Tokyo

Tokyo ha la più grande economia metropolitana del mondo. Secondo uno studio condotto da PricewaterhouseCoopers, la Grande Area di Tokyo (Tokyo-Yokohama) di 38 milioni di persone aveva un PIL totale di $ 2 trilioni nel 2012 (a Parità di potere d'acquisto), in cima a tale elenco.
Tokyo è un importante centro finanziario internazionale; che ospita la sede di molte delle più grandi Banca d'investimento e compagnie assicurative del mondo e funge da hub per i settori dei trasporti, dell'editoria, dell'elettronica e della radiodiffusione in Giappone. Durante la crescita centralizzata dell'economia giapponese dopo la seconda guerra mondiale, molte grandi aziende hanno spostato le loro sedi da città come Osaka (la storica capitale commerciale) a Tokyo, nel tentativo di sfruttare un migliore accesso al governo. Questa tendenza ha iniziato a rallentare a causa della continua crescita della popolazione a Tokyo e dell'elevato costo della vita lì.
Tokyo è stata valutata dall'Economist Intelligence Unit come la città dal costo della vita più alto del mondo per 14 anni consecutivi, terminando nel 2006.
È considerata una delle città guida dell'economia mondiale, insieme a New York e Londra. La borsa di Tokyo, la sede centrale della Banca del Giappone e le maggiori istituzioni finanziarie del Paese si trovano nel distretto urbano di Nihonbashi, che fa parte del quartiere centrale di Chūō.
Le tasse imposte dal governo metropolitano si basano principalmente sui redditi degli abitanti e sui profitti delle aziende. Altre forme di tassazione locale vengono raccolte dalle municipalità conurbate, mentre nell'area dei quartieri speciali, che pur godono di buoni margini di autonomia amministrativa, tali imposte vengono gestite direttamente dal governo metropolitano. Un'altra fonte di introito per l'amministrazione metropolitana è rappresentata dall'emissione di obbligazioni.
Negli ultimi decenni si è assistito a fenomeni di degrado sociale dovuti alle varie crisi che hanno investito i Paesi più industrializzati. A Tokyo, come in molte altre parti del Giappone, uno dei riflessi più evidenti di tale crisi è rappresentato dal crescente numero dei disoccupati, dei lavoratori precari e dei senzatetto. Questi ultimi, secondo un'indagine del 2003, erano almeno 6 300.

## Infrastrutture e trasporti
L'area metropolitana di Tokyo è la più popolata del pianeta ed è dotata di un'efficiente e fitta rete di trasporti ferroviari, aerei, stradali e marittimi.
Famosa in tutto il mondo per le politiche innovative disincentivanti l'uso delle automobili,che ne fanno una metropoli a misura di pedoni e ciclisti.

### Aeroporti

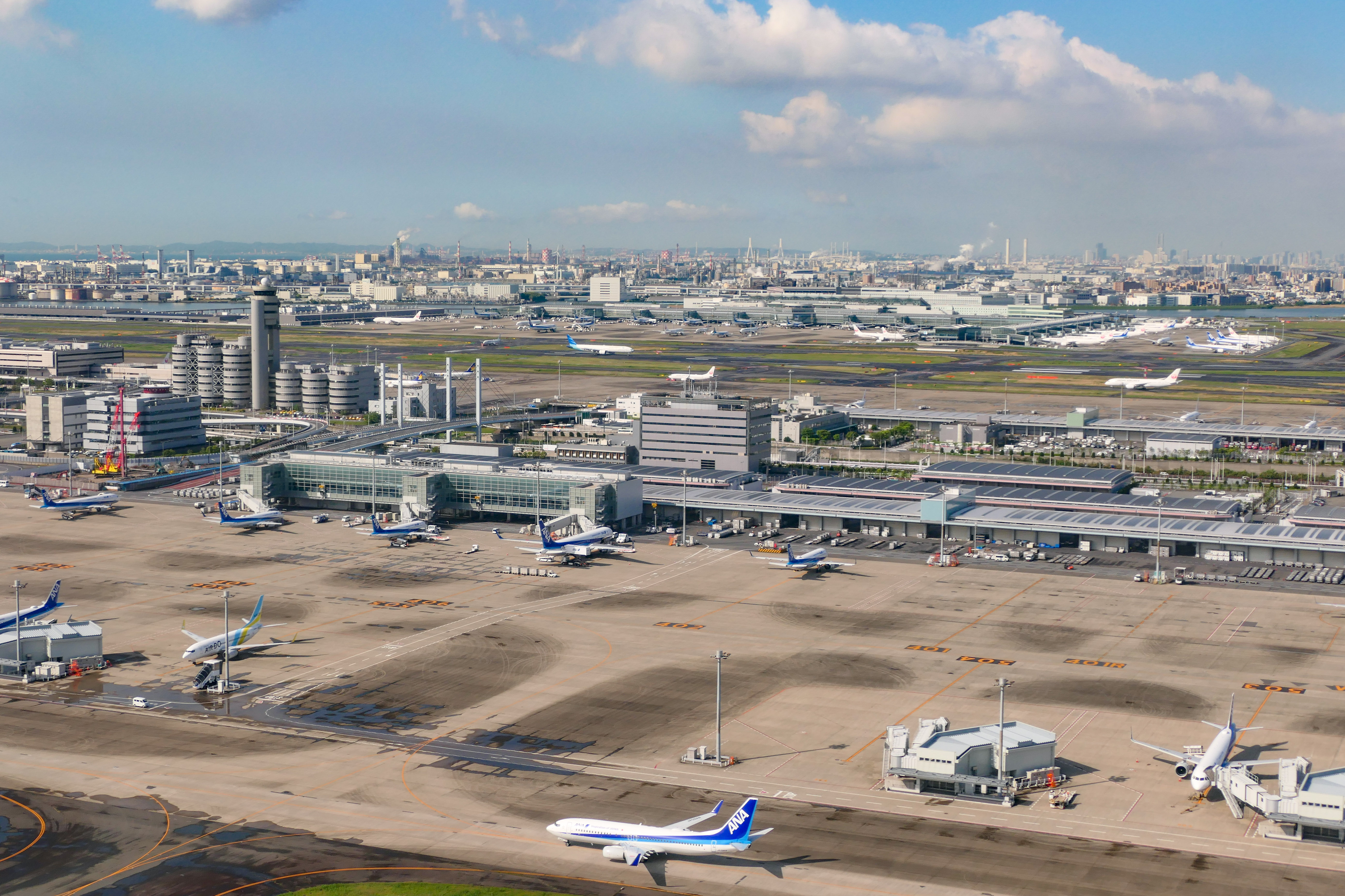
Aeroporto Haneda

La metropoli è servita da due aeroporti maggiori:
- aeroporto di Tokyo-Haneda – sorge nell'area dei quartieri speciali e lungo la baia di Tokyo.
- aeroporto di Tokyo-Narita – situato a 57 km a est della città.

### Ferrovie

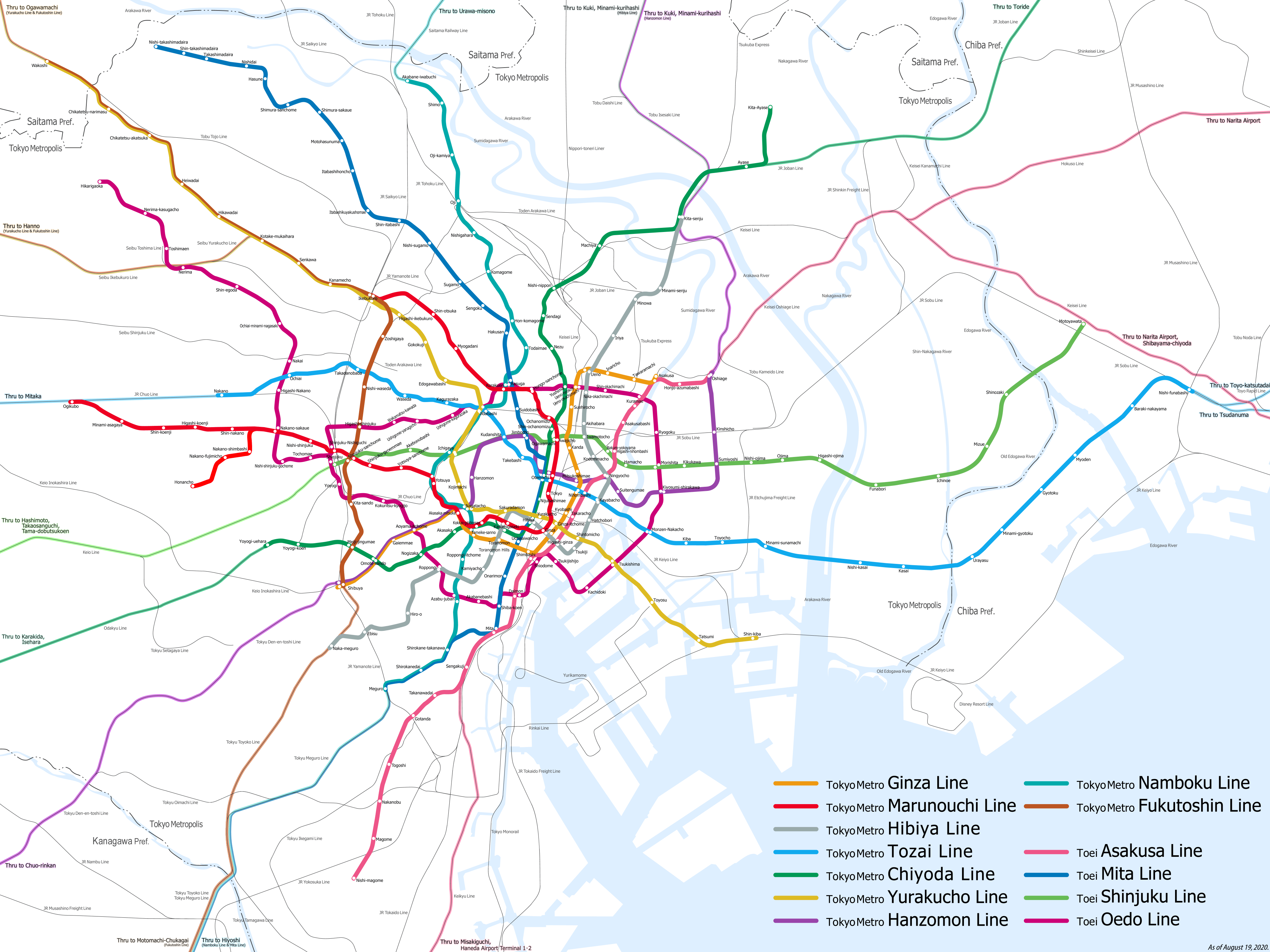
Mappa della metropolitana di Tokyo

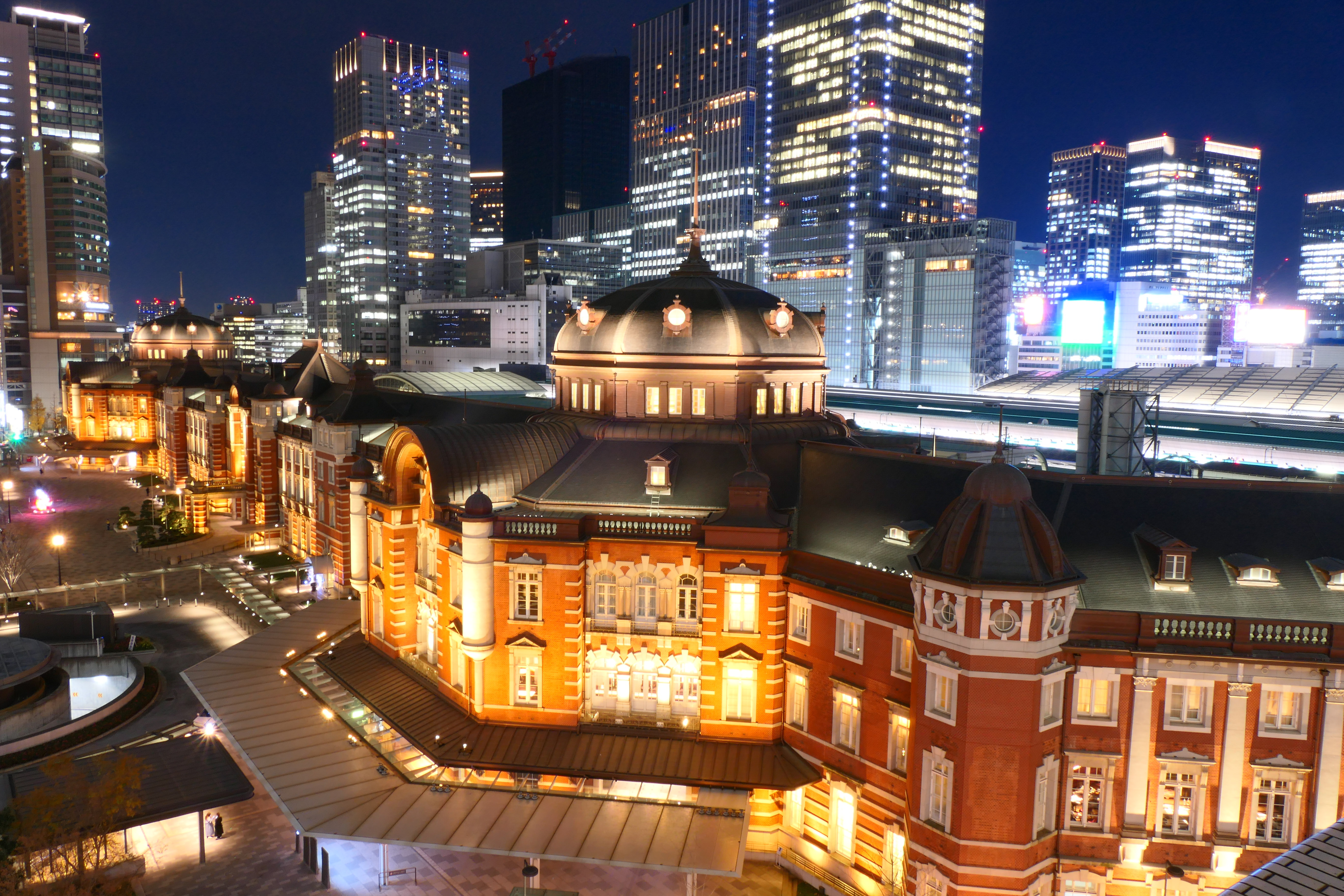
Il lato Marunouchi della stazione di Tokyo

È possibile orientarsi a Tokyo utilizzando le molte linee ferroviarie locali. Una delle principali è la linea Yamanote, che compie un percorso anulare attorno al centro storico metropolitano e muove quattro milioni di passeggeri al giorno. I trasporti ferroviari sono costituiti da molte linee metropolitane e suburbane gestite da diverse compagnie.
- Tokyo Metro e Toei gestiscono:
  - la metropolitana di Tokyo.
- La compagnia JR East gestisce svariate linee metropolitane, suburbane e nazionali, tra le quali vi sono:
  - linea Akabane;
  - linea Keihin-Tōhoku;
  - linea Yamanote;
  - Shinkansen, collegamenti nazionali ad alta velocità.
- La compagnia Tōkyū gestisce le linee metropolitane suburbane:
  - linea Tōkyū Ikegami;
  - linea Tōkyū Setagaya;
  - linea Tōkyū Tamagawa.
- Fra le altre linee vi sono:
  - linea Keiō Sagamihara;
  - linea Rinkai, gestita dal governo di Tokyo e da JR East;
  - linea Odakyū Tama;
  - monorotaia di Tokyo, collegamento per l'aeroporto di Tokyo-Haneda;
  - monorotaia Tama Toshi, linea metropolitana gestita da Tokyo Tama Intercity Monorail.

### Strade

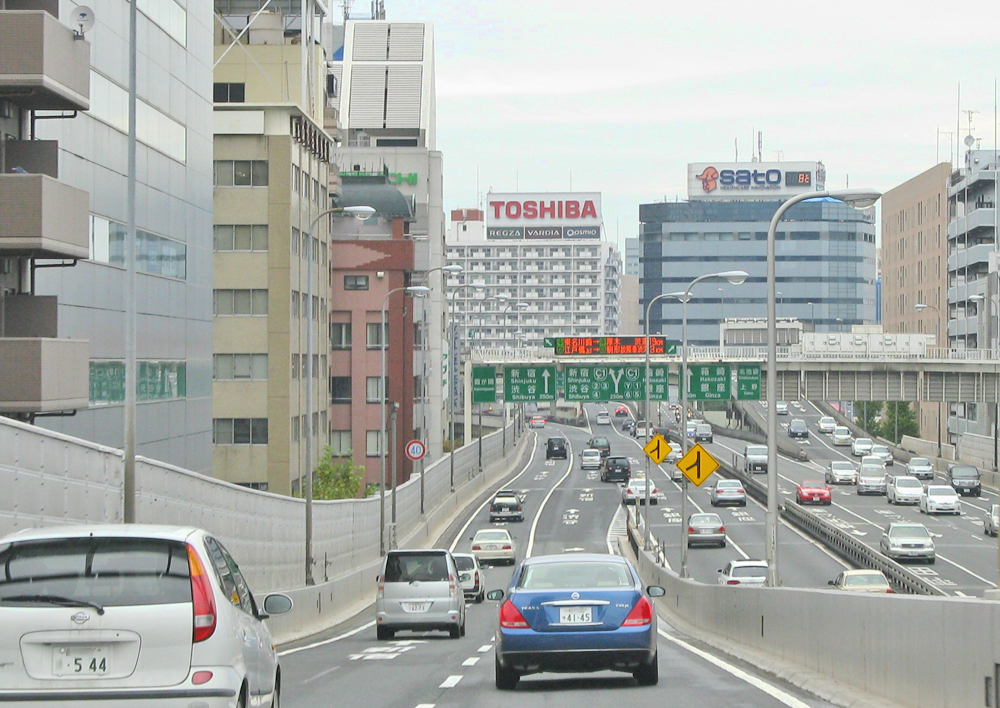
Hamazakibashi JCT nel Shuto Autostrada

Una fitta rete di strade ed autostrade collega i vari punti della metropoli tra loro e con il resto del Paese. Vi è un sensibile ritardo nell'approntamento di una rete stradale adeguata allo sviluppo urbano dei quartieri speciali. Di particolare interesse è l'Aqua-Line Baia di Tokyo, mirabile opera di ingegneria moderna. È la combinazione di un ponte e una galleria sulla baia di Tokyo. La galleria, che con una lunghezza di 5 km rappresenta il più lungo tunnel stradale subalveo del mondo, è seguita da un ponte della lunghezza di 4,4 km. La transizione tra ponte e galleria avviene sull'isola artificiale di Umi hotaru (海ほたる? lett. "lucciola di mare").

## Amministrazione

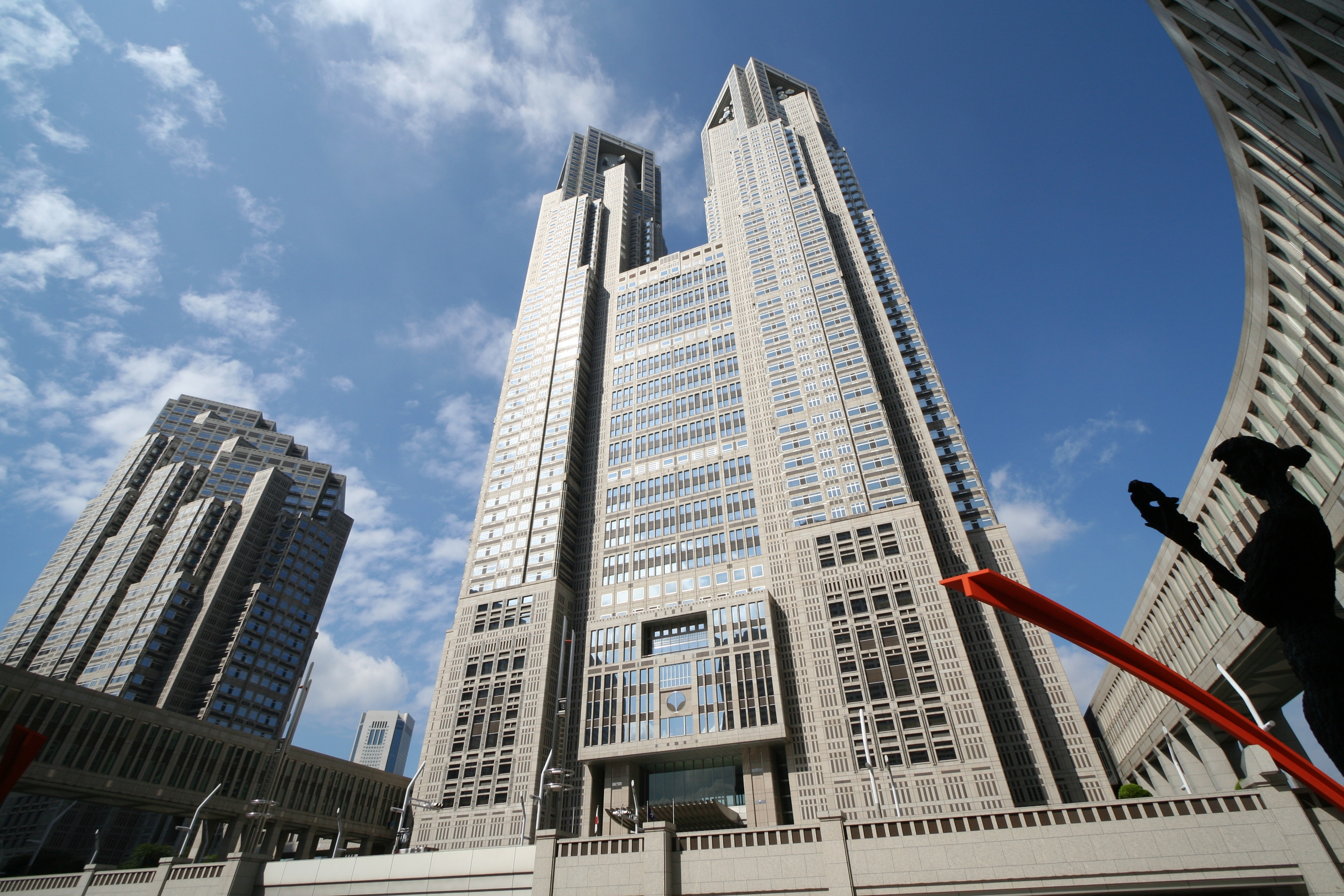
La sede del governo di Tōkyō

Dal punto di vista amministrativo Tokyo è una metropoli (都?, to) che, a seguito delle trasformazioni avvenute in passato, corrisponde oggi a una delle quarantasette prefetture del Giappone, avendo raggruppato nel tempo varie città indipendenti fusesi insieme in un'unica conurbazione.
L'amministrazione di questa entità è affidata al Governo metropolitano di Tokyo (東京都庁?, Tōkyō-to-chō), formato da un governatore eletto dal popolo e da un'assemblea. L'edificio della sede centrale è ubicato nel quartiere speciale di Shinjuku. Il governo metropolitano amministra i 23 quartieri speciali di Tokyo (ciascuno governato come una città a sé stante), nonché le altre città grandi e piccole che costituiscono la prefettura. Con una popolazione di oltre 15 milioni di persone che vivono all'interno dei suoi confini, e molte altre che fanno le pendolari dalle prefetture vicine, il governo metropolitano esercita un significativo potere politico all'interno del Giappone.

### Gemellaggi
A tutto il 2010 Tokyo era gemellata con le seguenti undici città e Stati:
- New York, dal 1960
- Pechino, dal 1979
- Parigi, dal 1982, partenariato e non gemellaggio
- Nuovo Galles del Sud, dal 1984
- Seul, dal 1988
- Giacarta, dal 1989
- San Paolo, dal 1990
- Il Cairo, dal 1990
- Mosca, dal 1991
- Berlino, dal 1994
- Roma, dal 1996, partenariato e non gemellaggio
- Santo Domingo, dal 2000

## Sport

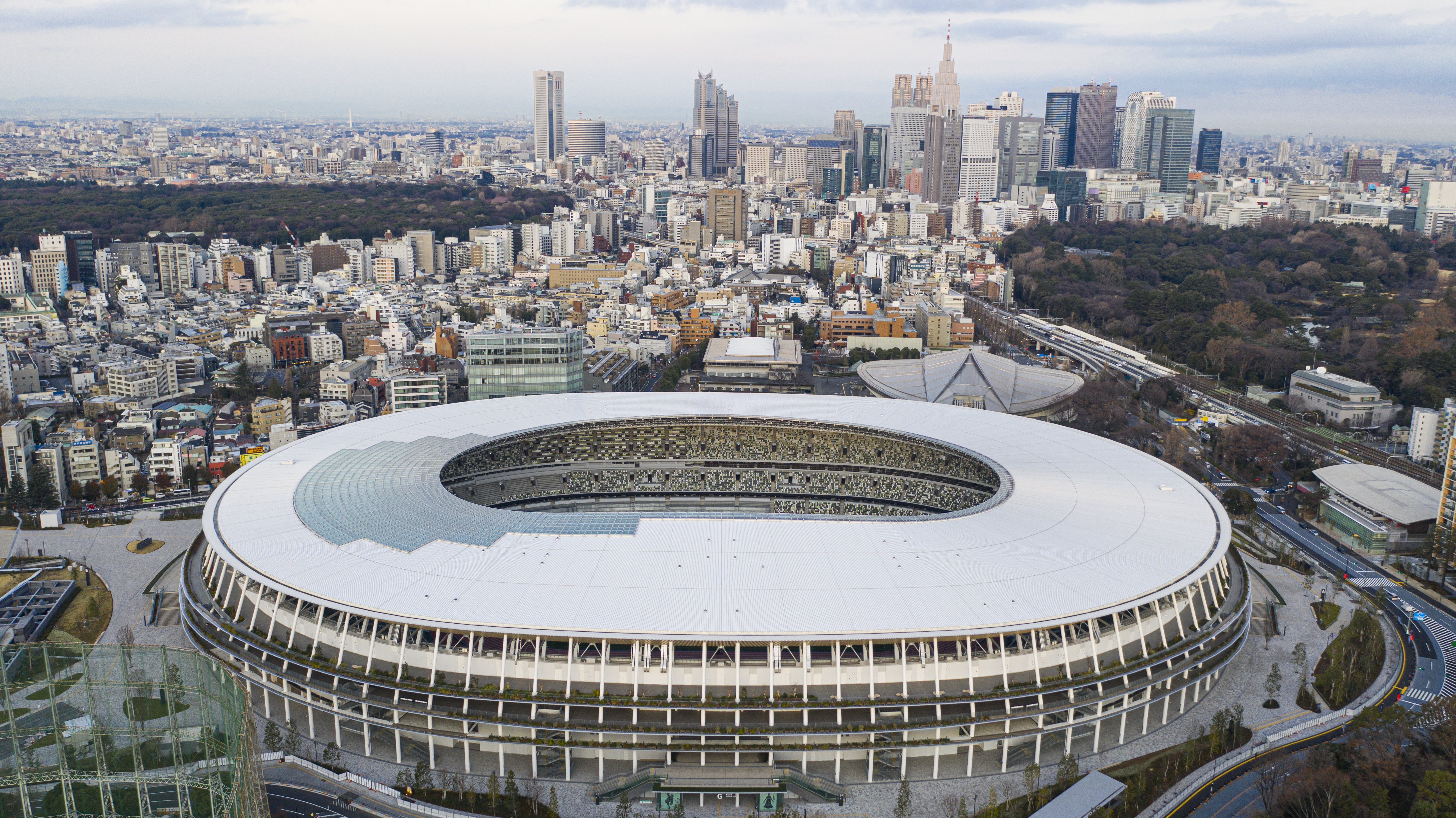
Stadio nazionale del Giappone

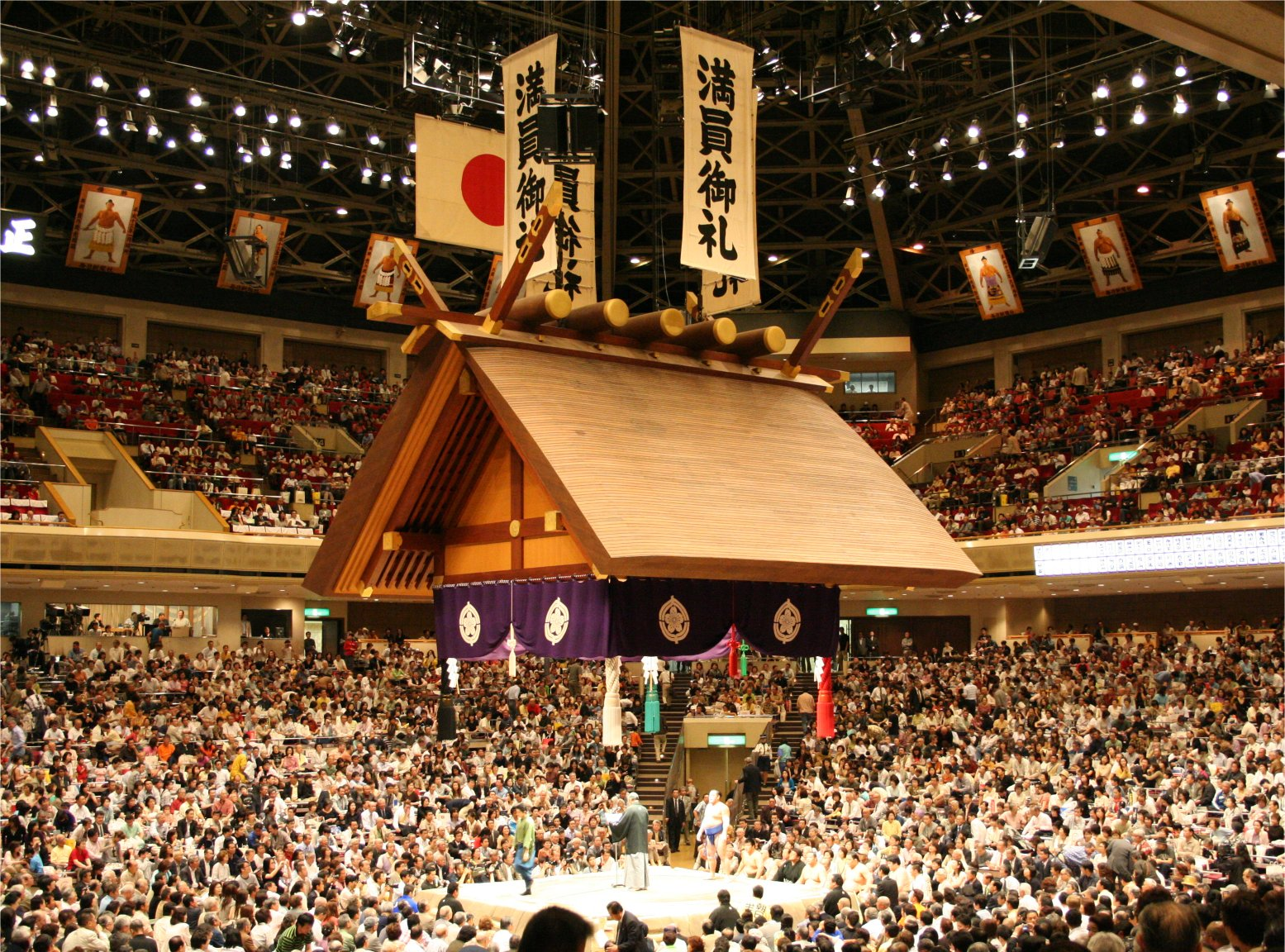
Ryōgoku Kokugikan arena di sumo wrestling

Tokyo ha organizzato la XVIII Olimpiade nel 1964 ed era stata scelta dal Comitato olimpico giapponese, il 30 agosto 2006, come città candidata per i Giochi olimpici estivi del 2016, poi assegnati a Rio de Janeiro. Il 7 settembre 2013 alla 125ª sessione plenaria del CIO, la capitale giapponese è stata scelta come città ospitante nel 2020 i Giochi della XXXII Olimpiade, sconfiggendo la candidature di Istanbul e Madrid; tali Olimpiadi sono state poi posticipate nel 2021 a causa della pandemia di COVID-19.
La principale squadra di baseball cittadina è quella degli Yomiuri Giants, più volte laureatasi campione del Giappone, che disputa gli incontri casalinghi al moderno Tokyo Dome. Le maggiori compagini calcistiche sono il Football Club Tokyo e il Tokyo Verdy. Tra le altre principali strutture sportive ci sono i palazzi dello sport del Tokyo Metropolitan Gymnasium e del Nippon Budokan, nonché il National Stadium, tutti impianti che ospitarono i giochi olimpici del 1964.